# Rax
Die Rax (auf älteren Landkarten auch Raxalpe) ist ein Bergmassiv der Nördlichen Kalkalpen in der nördlichen Steiermark und im südlichen Niederösterreich. Die Rax erreicht ihren höchsten Punkt in der Heukuppe mit 2007 m ü. A. Sie ist Teil der Rax-Schneeberg-Gruppe und zählt zu den Wiener Hausbergen. Das stark verkarstete Gebirge besteht vorwiegend aus Wettersteinkalk und entwässert größtenteils unterirdisch. Das Bergmassiv umfasst den Großteil des Einzugsgebiets der I. Wiener Hochquellenwasserleitung. Durch Schutzhütten, ein großes Wegenetz und ein Wintersportgebiet ist die Rax für den Tourismus erschlossen.

## Geografie

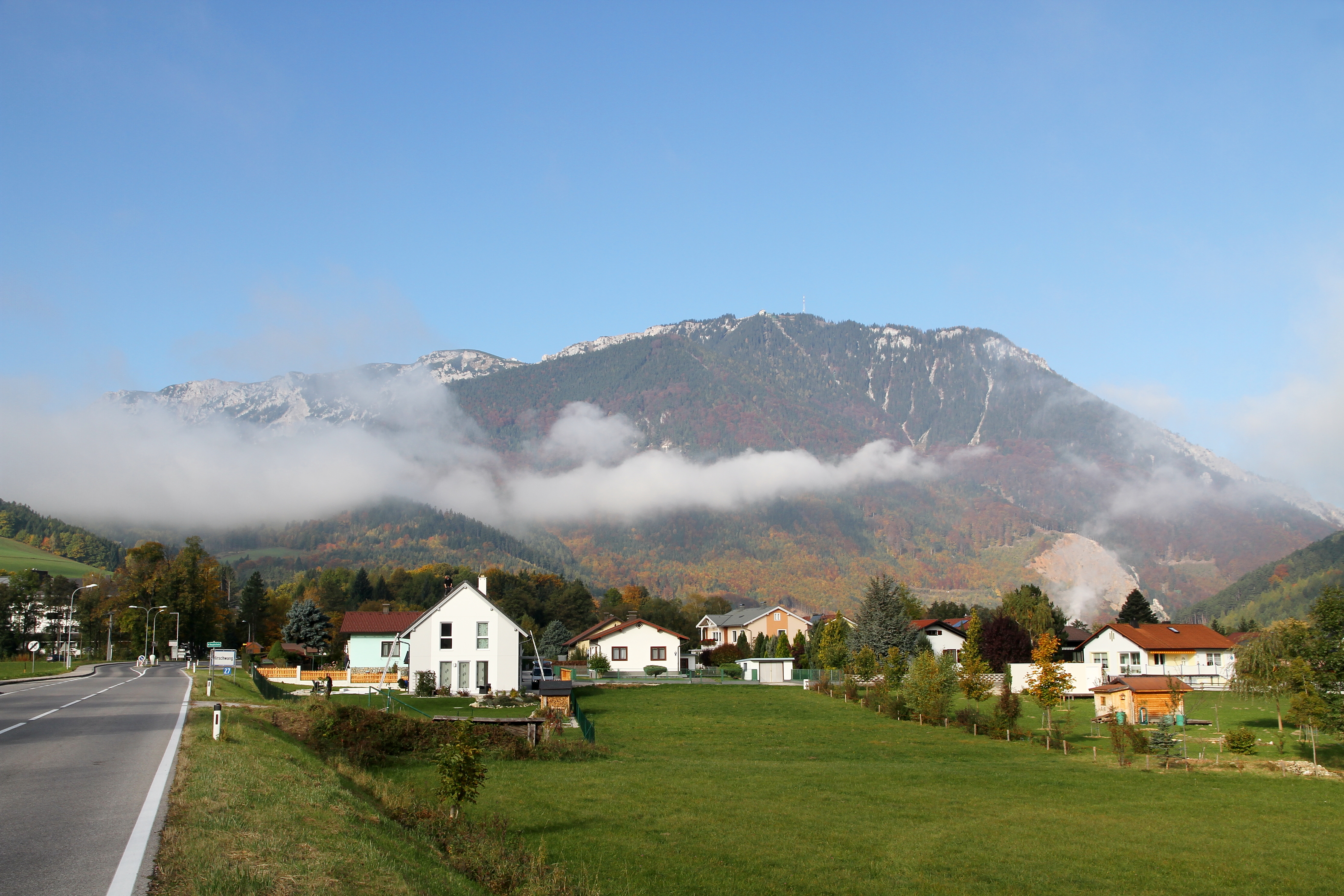
Südostseitige Ansicht der Rax. Im Vordergrund Hirschwang, etwas rechts der Bildmitte die Bergstation der Raxseilbahn und von der wiederum rechts der Sender Reichenau Raxalpe.

### Lage und Landschaft
Die Rax liegt etwa 85 km südwestlich von Wien, 60 km südlich von Sankt Pölten, gut 40 km westlich von Wiener Neustadt, 12 km nordwestlich des Semmering und 10 km nördlich von Mürzzuschlag. Die wichtigsten Talorte sind
- Reichenau an der Rax, Hirschwang an der Rax und Schwarzau im Gebirge, beiderseits des Höllentals der Schwarza,
- sowie Kapellen im oberen Mürztal und Altenberg an der Rax oberhalb davon. Der steirische Teil der Rax gehört zum Naturpark Mürzer Oberland.

Der Stock zieht sich über etwa 13 km von Südwesten in Richtung Nordosten und hat eine stark gegliederte Hochfläche von rund 34 km². Die Gipfelflur steigt weit über die Baumgrenze und ist ein zertaltes Karstplateau.
Die Grundstücke auf der Rax gehören weitestgehend der Stadt Wien (ausgenommen z. B. das Hüttengrundstück des Ottohauses, das dem Alpenverein gehört, und die Grundstücke der Seilbahn).

### Umgrenzung und benachbarte Gebirgsgruppen
Nach der österreichischen Gebirgsgruppengliederung nach Trimmel hat die Gruppe die Nummer 1853 und gehört als Teilgruppe zu den Schneebergalpen (1850), einer Untergruppe der Niederösterreichischen Kalkalpen (1800). Die Alpenvereinseinteilung der Ostalpen (AVE) stellt sie in die Rax-Schneeberg-Gruppe der Nördlichen Ostalpen.
Sie umgrenzt sich nach Trimmel (von Norden im Uhrzeigersinn, Grenzzüge kursiv, Hoch- und Tiefpunkte mit Kote):
- im Nordosten Schwarza von Singerin abwärts durch das Höllental bis Preinerbachmündung (490 m ü. A.) zwischen Hirschwang und Reichenau zum Schneeberg (1854)
- im Süden Preinerbach – Rettenbach über Edlach und Prein – Preiner Gscheid (1070 m ü. A.) – Raxenbach über Raxen bis Mündung (725 m ü. A., oberhalb Kapellen) zum Gebiet westlich des Semmeringpasses (2861) ∗
- im Nordwesten Altenberger Bach aufwärts über Altenberg – Naßkamm (Scharte 1210 m ü. A.) – Reißbach bis Hinternaßwald zur Schneealpe (1851)
- im Norden Nassbach über Naßwald bis Singerin zum Sonnleitstein (1852) ∗∗

∗ Teil des Semmeringgebietes 2860, Gruppe Cetische Alpen und oststeirisch-burgenländisches Hügelland der Zentralalpen; in der AVE-Gliederung noch Teil der Rax-Schneeberg-Gruppe, aber geologisch sehr unterschiedlich.
∗∗ Nach AVE schon Gutensteiner Alpen

### Gliederung und Gipfel

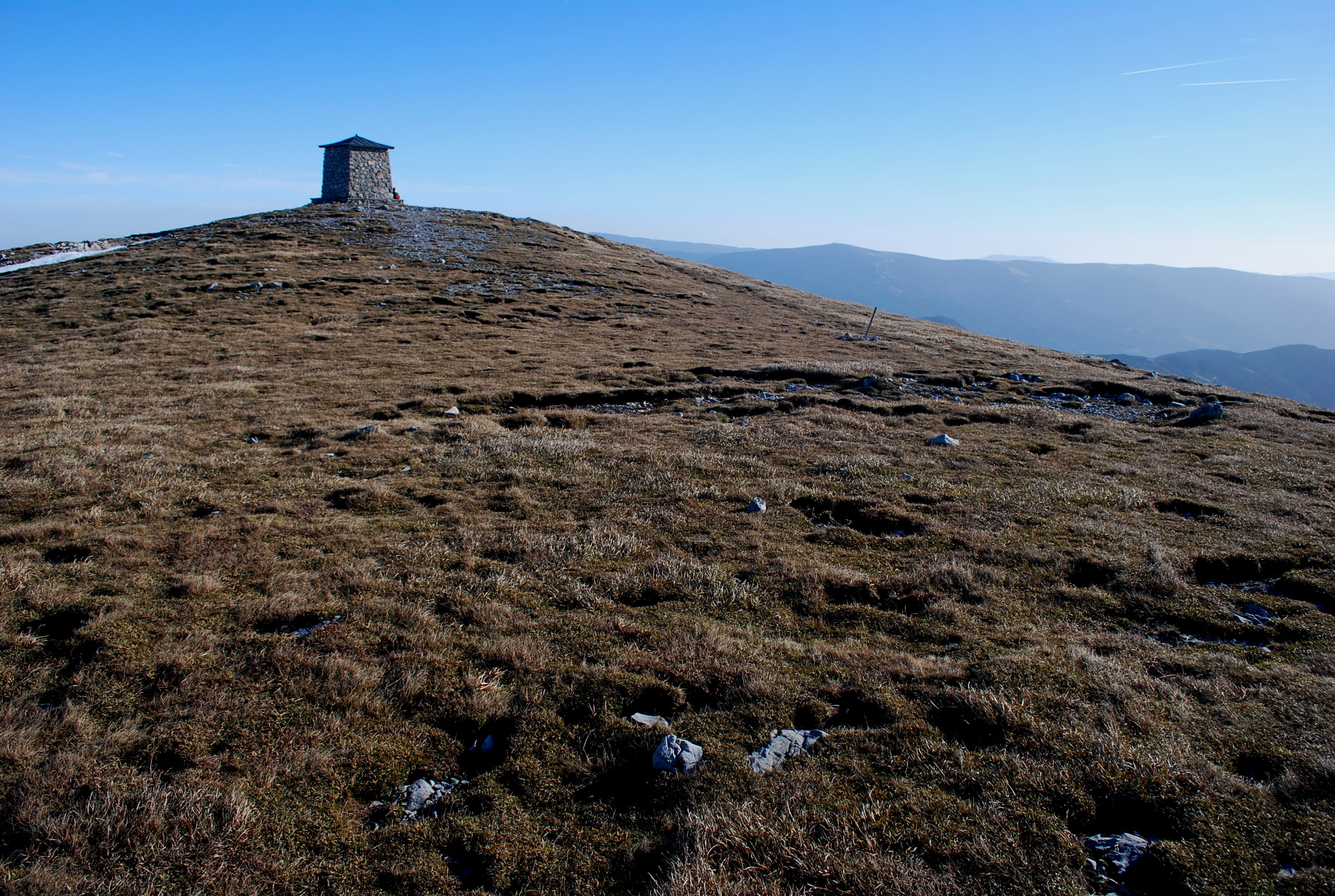
Der höchste Punkt der Rax, die Heukuppe

Der Hauptstock der Gruppe ist der der Heukuppe (2007 m ü. A.) im Südwesten, mit dem Gamseck (1857 m ü. A.) als westlichem Vorberg. Er streicht in Ost-West-Richtung.
Am Ostende setzte der Hauptgrat an, der sich zwischen dem Hochtal Krummtal und dem Großen Höllental, einem Nebental des Höllentals der Schwarza, nordnordostwärts über Predigtstuhl (1902 m ü. A. bzw. 1899 m ü. A.) zum Dreimarkstein (1948 m ü. A.), einem alten steirisch-österreichischen Grenzberg, zieht.
Am Dreimarkstein beginnt ein zweites Plateau, mit Bieskogel (1924 m ü. A.), Waxriegel (1913 m ü. A.), Scheibwaldhöhe (1943 m ü. A.) und etlichen anderen Gipfeln, das dann steil über den Kloben (1697 m ü. A.) und dessen Klobenwand ins Höllental abfällt und in einem Grat zum Naßtal den Großen Kesselgraben ostwärts umfasst.
Südlich des Großen Höllentals zieht ein Kamm über die Preinerwand (1783 m ü. A.) nach Reichenau, seine plateauartige Abdachung nach Nordwesten wird der Grünschacher genannt. Das Gebiet zum Höllental ist ebenfalls stark in Kämme und Tälchen gegliedert.
Die Heukuppe weist eine Dominanz von 12,1 km zum Klosterwappen auf. Die Schartenhöhe beträgt 992 m, Bezugspunkt ist der Lahnsattel.

## Geologie

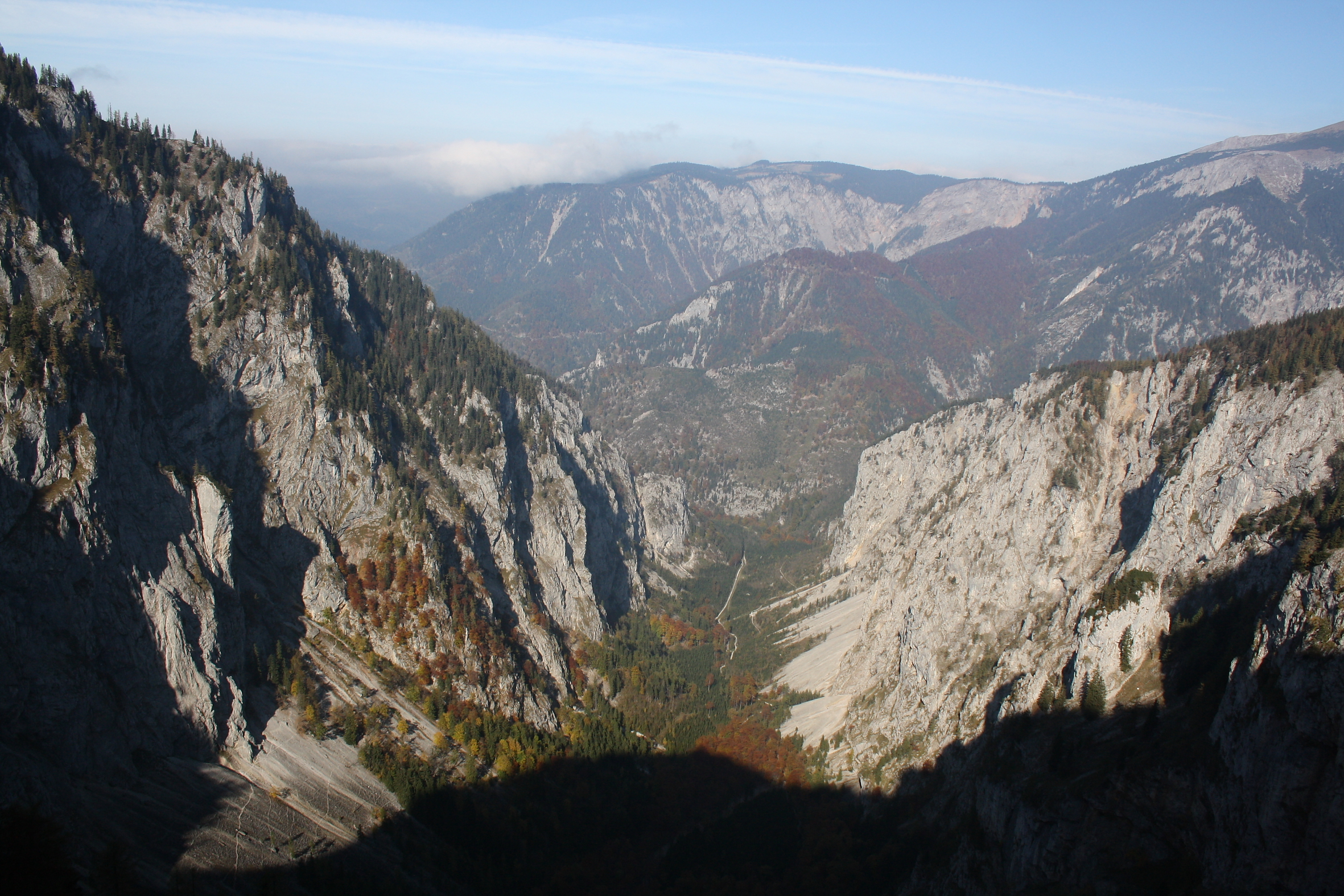
Das Große Höllental an der Nordostseite des Raxmassivs mit den Steilabbrüchen; im Hintergrund der westliche Teil des Schneebergmassivs mit den Fronbachwänden

Der Raxstock ist aus Wettersteinkalk (früher „unterer Alpenkalk“) aufgebaut, einem stabilen und feinstrukturierten Kalkgestein, der die typischen mächtigen, steilflankigen Bergmassive der Kalkalpen aufbaut. Er ist ein in weiten Teilen ein Riffkalk, also ein altes Korallenriff, stammt aus dem Ladinium (mittlere Trias) und ist rund 230 Millionen Jahre alt. In den hangenden Bereichen (Grünschacher, Scheibwaldhöhe) ist der Wettersteinkalk jedoch gebankt (in Lagunen-Fazies) entwickelt, stellenweise auch als Wetterstein-Dolomit. Bei der Auffaltung der Alpen ist der Raxstock nach Osten abgeglitten.
Der West- und Südrand des Massivs ist Werfen-Formation, unterlagert von Grauwackenzone, die gemeinsam eine hydrogeologische Sperrschicht darstellen, die von 700 m bei Naßwald auf 1300 m am Naßkamm ansteigt, am Preiner Gscheid noch auf derselben Höhe liegt und dann gegen Hirschwang wieder bis auf etwa 500 m Seehöhe abfällt. Diese Zone zieht sich wohl vollständig unter der Rax-Schneeberg-Gruppe durch. Von Hinternaßwald über den unteren Kesselboden und das Kleine Höllental zieht sich eine Störung, die dem SEMP-System (Salzach–Enns–Mariazell–Puchberg-Lineament) zuordenbar ist, eine der fundamentalen Querverschiebungen der Ostalpen. Vom Preiner Gscheid über das Große Höllental läuft eine weitere Blattverschiebung durch das Massiv. Der Quellhorizont tritt zum einen um Hinternaßwald zutage (Übeltalquelle, Albertwiesquelle, Schütterlehnenquelle und die Reißtalquelle), zum anderen aber in den kräftigen Höllentalquellen (Schüttung bis 100.000 m³ täglich), die als „Hauptdrainage“ des Raxstocks gesehen werden können. Diese geologische Situation hat die I. Wiener Hochquellenwasserleitung, die alle diese Quellen sammelt und das Raxmassiv nordöstlich umrundet, möglich gemacht.
Auch sonst sind Naßtal und Höllental (dieses aber mehr auf der Schneebergseite) höhlenreich, ebenso das Hochplateau, besonders die Westabbrüche des Heukuppenstocks.
In der Eiszeit war die Rax teilweise vergletschert, ausgedehnte Moränen finden sich vor allem am westlichen Grünschacher. Der Seeweg folgt im Westen überwiegend genau dem östlichsten Seitenmoränenwall, der auch das mittlerweile ausgetrocknete Seelein bei der ehemaligen Alten Seehütte aufstaute.

## Naturschutz

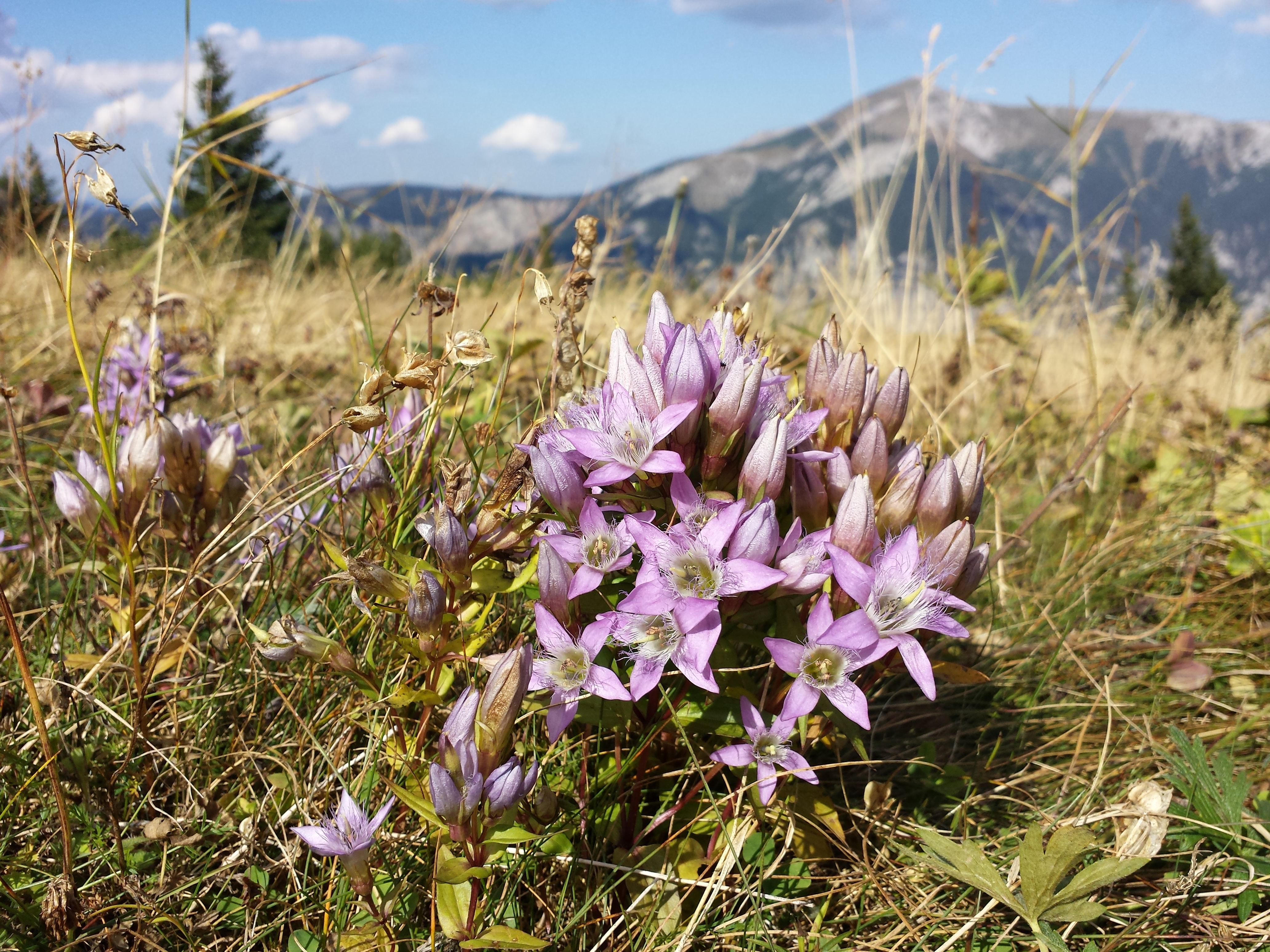
Österreich-Kranzenzian (Gentianella austriaca) auf dem Raxplateau. Im Hintergrund der Schneeberg.

Die Raxalpe ist Teil des Europaschutzgebietes Nordöstliche Randalpen: Hohe Wand–Schneeberg–Rax und des Landschaftsschutzgebietes Rax–Schneeberg in Niederösterreich sowie des Landschaftsschutzgebietes Veitsch–Schneealpe–Raxalpe und des Naturparks Mürzer Oberland in der Steiermark. Außerdem ist das ganze Massiv Wasserschongebiet Rax–Schneeberg–Schneealpe.

## Geschichte
Der Name Rax (aus Raxalpe nach dem Ort Raxen) leitet sich von einer rahse (rau, schütter bewachsenen) Fläche (1327 Rechsen, mundartlich Rachsen) ab.
Die erste bekannte alpinistische Besteigung fand um 1575 durch den Botaniker Charles de l’Écluse statt.
Alpinhistorisch wichtig ist das Erscheinen des ersten Raxführers 1894, in dem der Autor Fritz Benesch den Versuch unternahm, mit einer „Vergleichsweisen Rangeinteilung der Steige nach ihrer Schwierigkeit“ die erste alpine Schwierigkeitsbewertung zu definieren. Diese Benesch-Skala hatte sieben Schwierigkeitsstufen, I war am schwierigsten, VII am leichtesten. Die Raxalpe gilt auch als Geburtsstätte der Wiener Alpinschule.
Die Rax war durch viele Jahrzehnte Refugium und Klettergebiet von Viktor Frankl. Mehrere Klettersteige sowie eine Straße in Reichenau tragen seinen Namen.

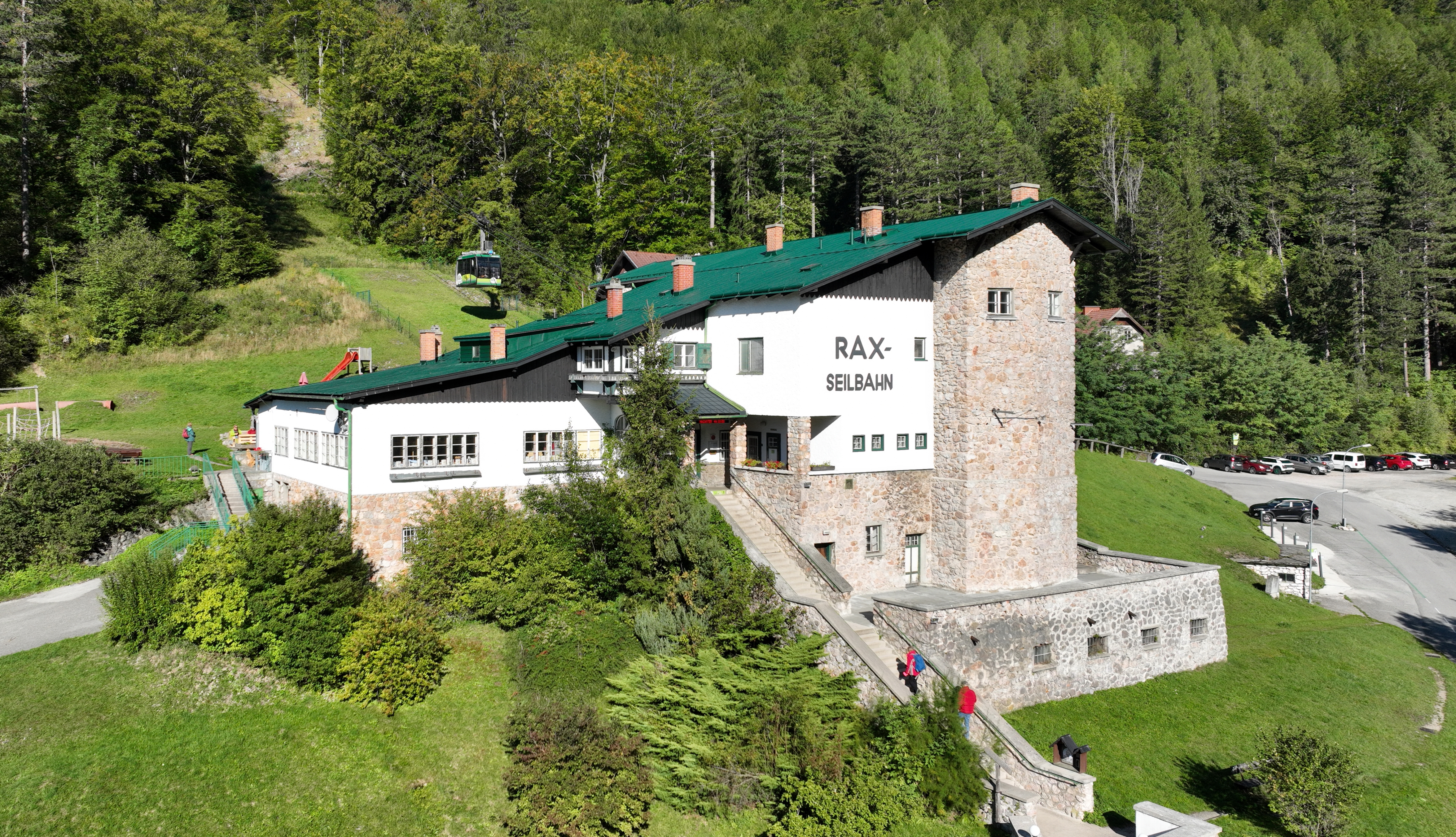
Talstation der Raxseilbahn; erste Personen-Seilbahn in Österreich (1926)

Durch ein Lawinenunglück mit drei Todesopfern im Jahr 1896 wurde die Gründung des Alpinen Rettungsausschusses Wien inspiriert, des ersten Bergrettungsdiensts der Welt.
Durch die Raxseilbahn in Hirschwang, die die erste touristische Seilbahn auf dem Gebiet der heutigen Republik Österreich war (Baubeginn 1925), ist das weitläufige Hochplateau der Rax ein leicht erreichbares Ausflugsgebiet. Viele der Steige sind vom Österreichischen Alpenverein und den Naturfreunden bereits Anfang des 20. Jahrhunderts erbaut worden. Die steilen Flanken des Plateaus können heute über eine Vielzahl von Klettersteigen in verschiedensten Schwierigkeitsgraden bezwungen werden.
1963 veröffentlichte Georg Kreisler das skurrile Chanson vom Max auf der Rax.

## Erschließung, Tourismus und Sehenswürdigkeiten
Durch die Seilbahn ist der Berg vor allem bei Ausflüglern aus Niederösterreich und Wien sehr beliebt. Er ist aber auch für Bergsteiger – Gipfelfahrten wie anspruchsvolle Überschreitungen – und auch für Kletterer interessant.

### Wintersport auf der Rax
Die Strecke von der Bergstation zum Otto-Schutzhaus ist auch im Winter sehr beliebt, auf ihr kann man auch ohne Hilfsmittel im Schnee wandern. Darüber hinaus besteht die Möglichkeit zum Rodeln, Crossbladen, oder eine Fahrt mit dem RuckXBob (Schlitten, Bob und Rucksack in einem) vorzunehmen.
Von der Bergstation über das Hochplateau bestehen Möglichkeiten zum Skitourengehen und Schneeschuhwandern in einem relativ lawinensicheren Gebiet. Das Hochplateau mit seinen Höhenunterschieden und die relative Schneesicherheit bieten eine sehr gute Übungsmöglichkeit für Anfänger und leichte Fortgeschrittene. Vor allem im Winter wird die Rax gerne in Kombination aus Wanderung und Schneeschuhwanderung bzw. Schitour bestiegen.
Bis zur Saison 2017/18 gab es auf der Rax in der Nähe der Bergstation – zusätzlich zur Seilbahn – durch einen am Hochplateau gelegenen Schlepplift ein kleines, für niederösterreichische Verhältnisse jedoch recht schneesicheres Schigebiet. Der Betrieb des Schleppliftes wurde danach eingestellt. Schiabfahrten vom Hochplateau der Rax in die umliegenden Täler sind möglich, diese Abfahrten sind aber nicht präpariert und für Ungeübte nicht empfehlenswert.

### Hütten im Raxalpengebiet

Hütten im Raxalpengebiet
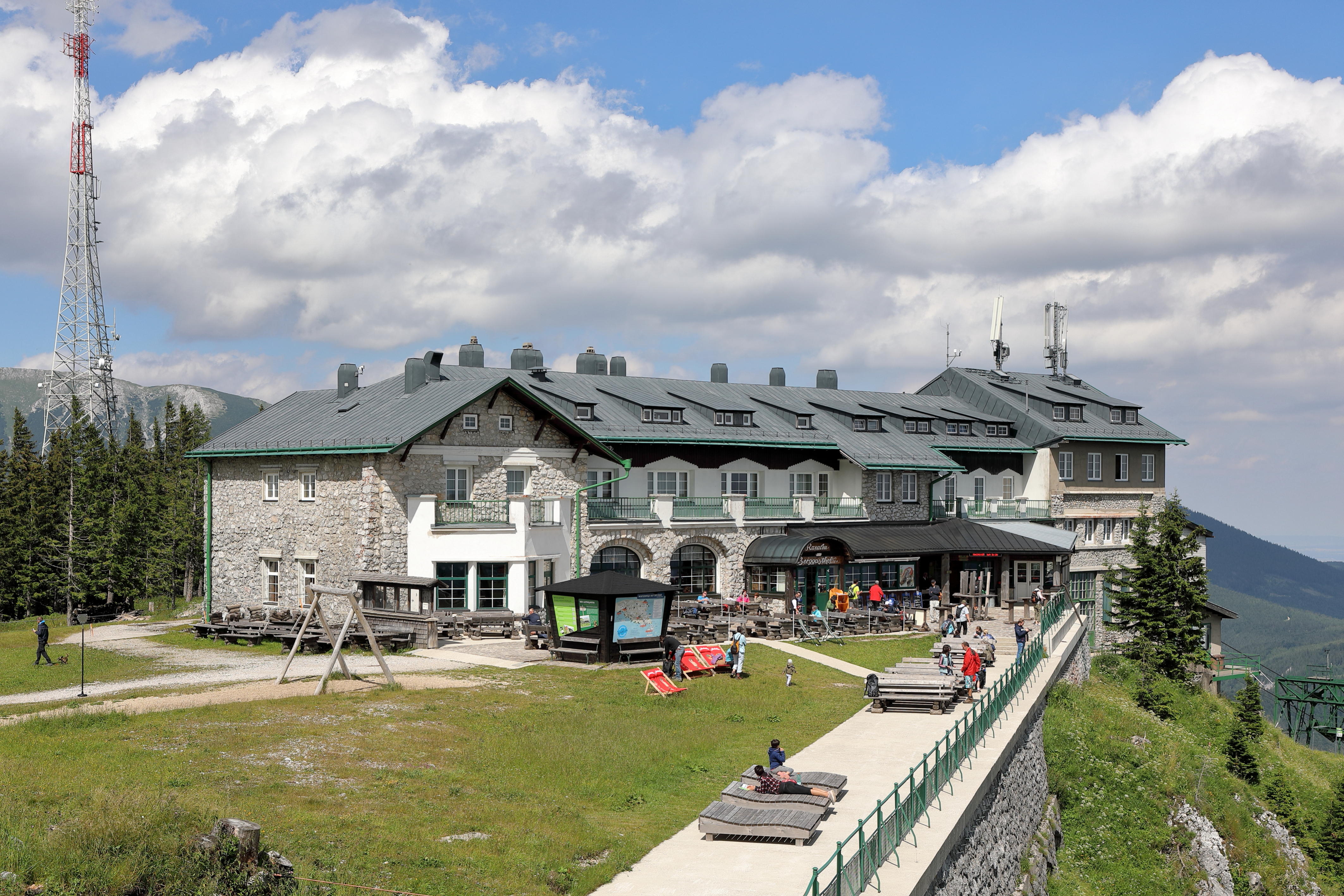
Berggasthof
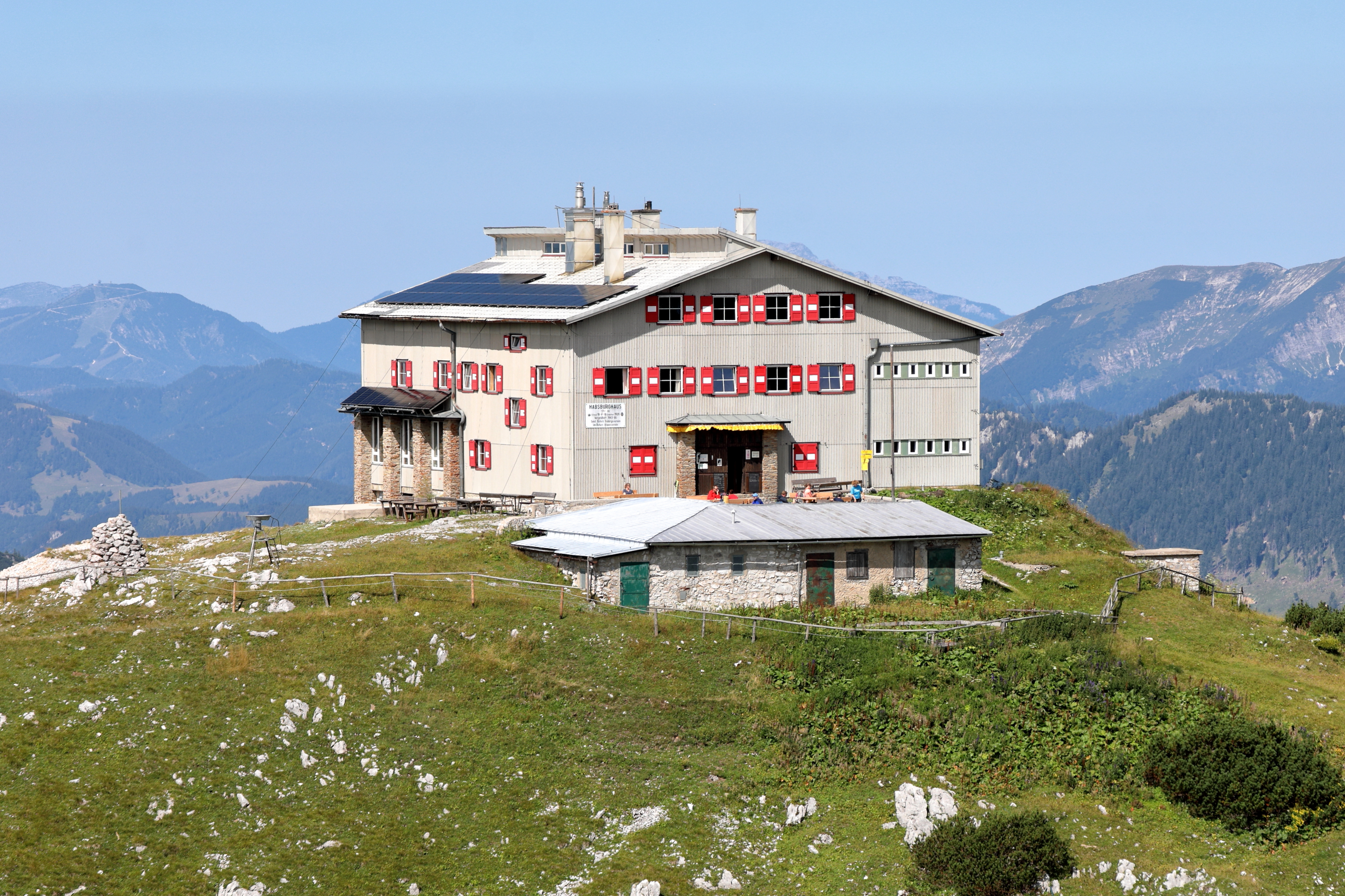
Habsburghaus
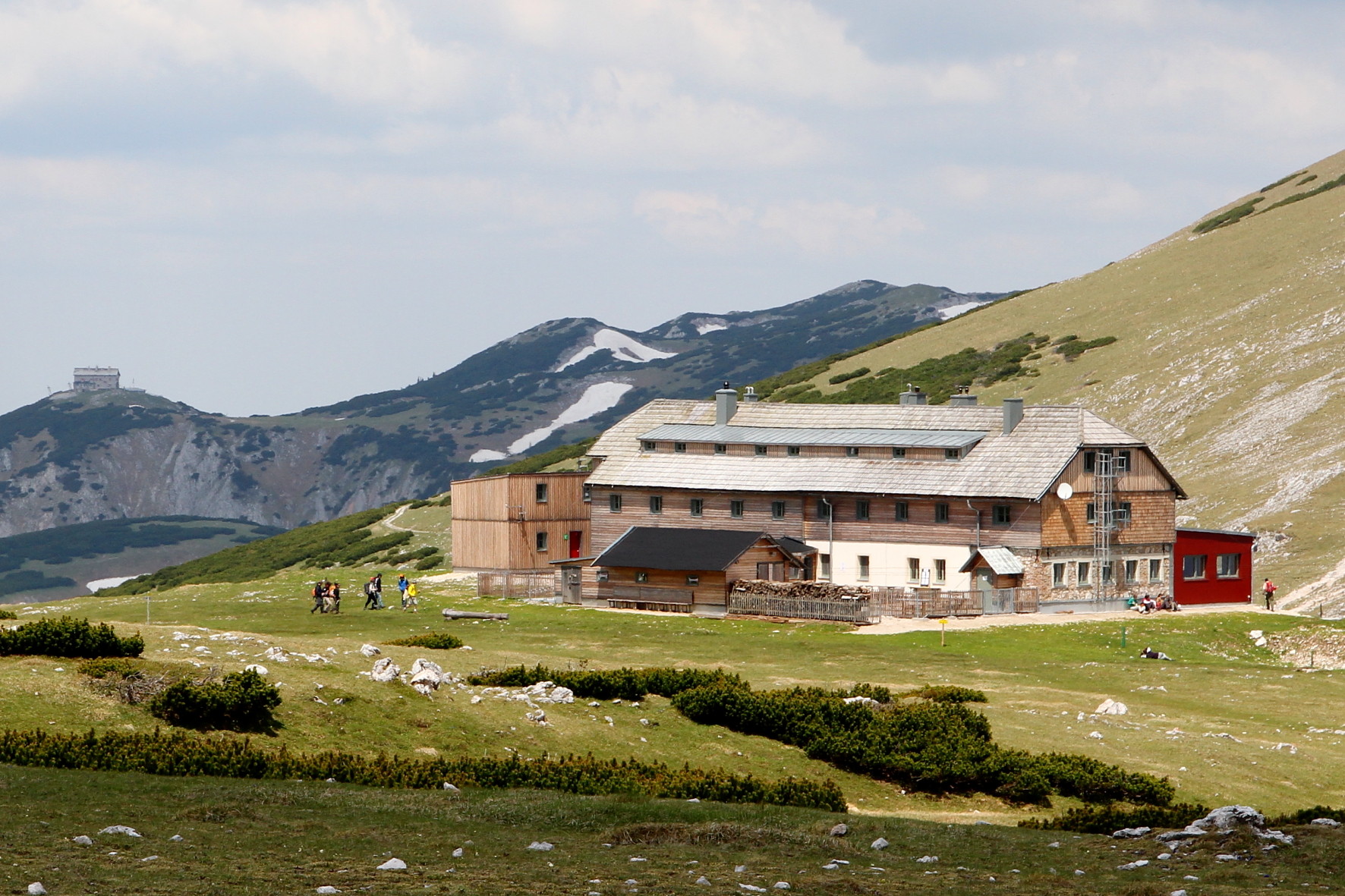
Karl-Ludwig-Haus
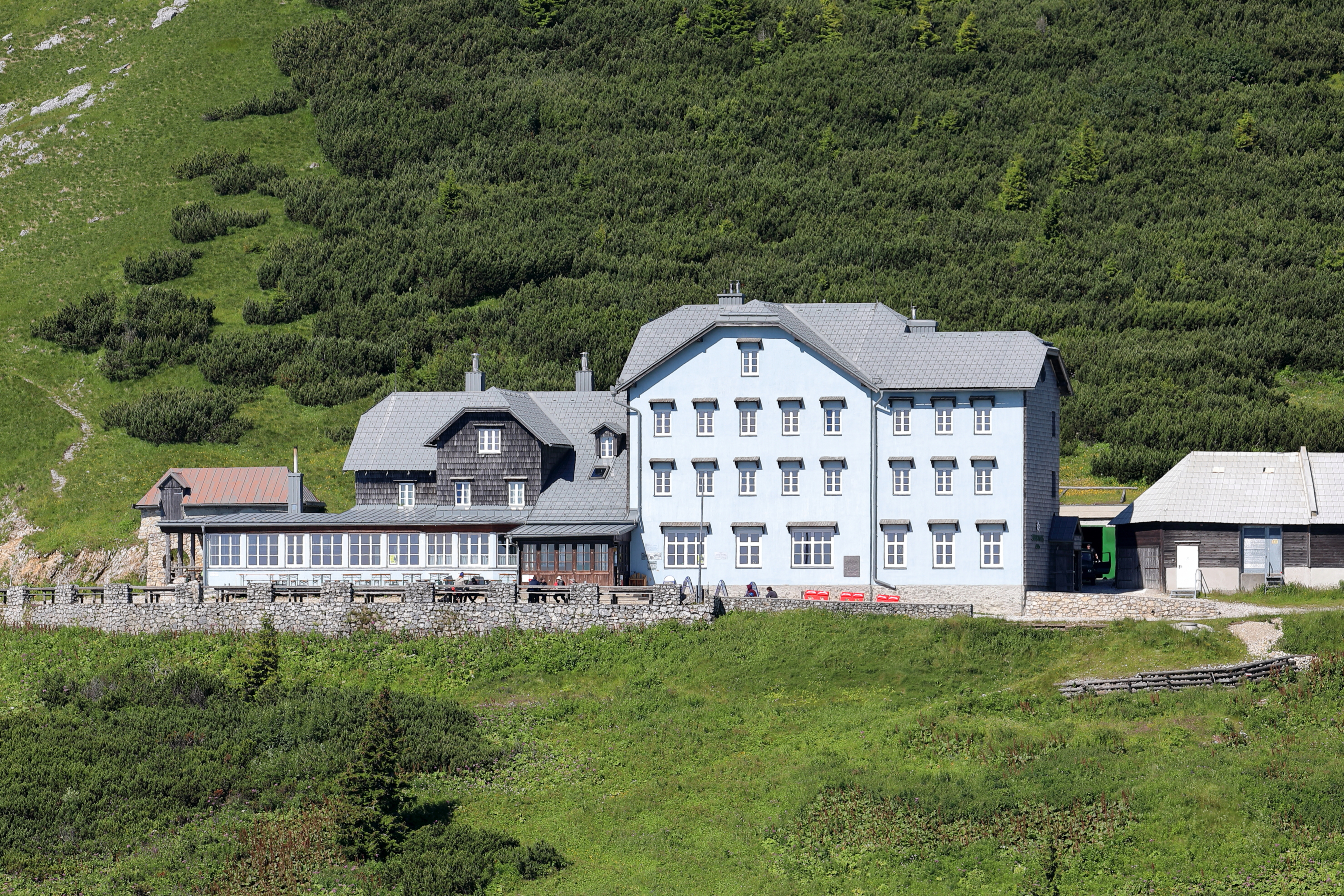
Otto-Schutzhaus
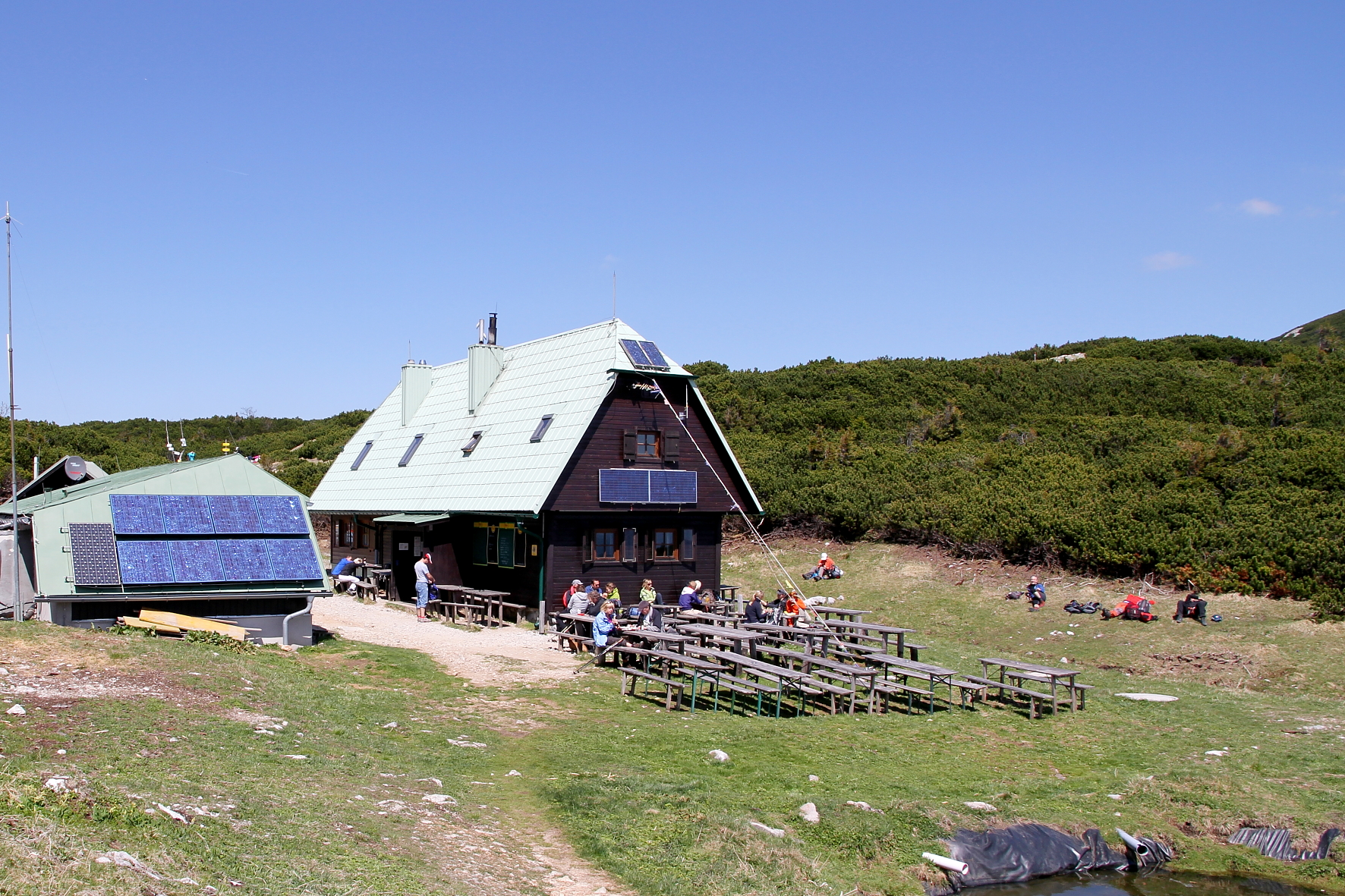
Neue Seehütte
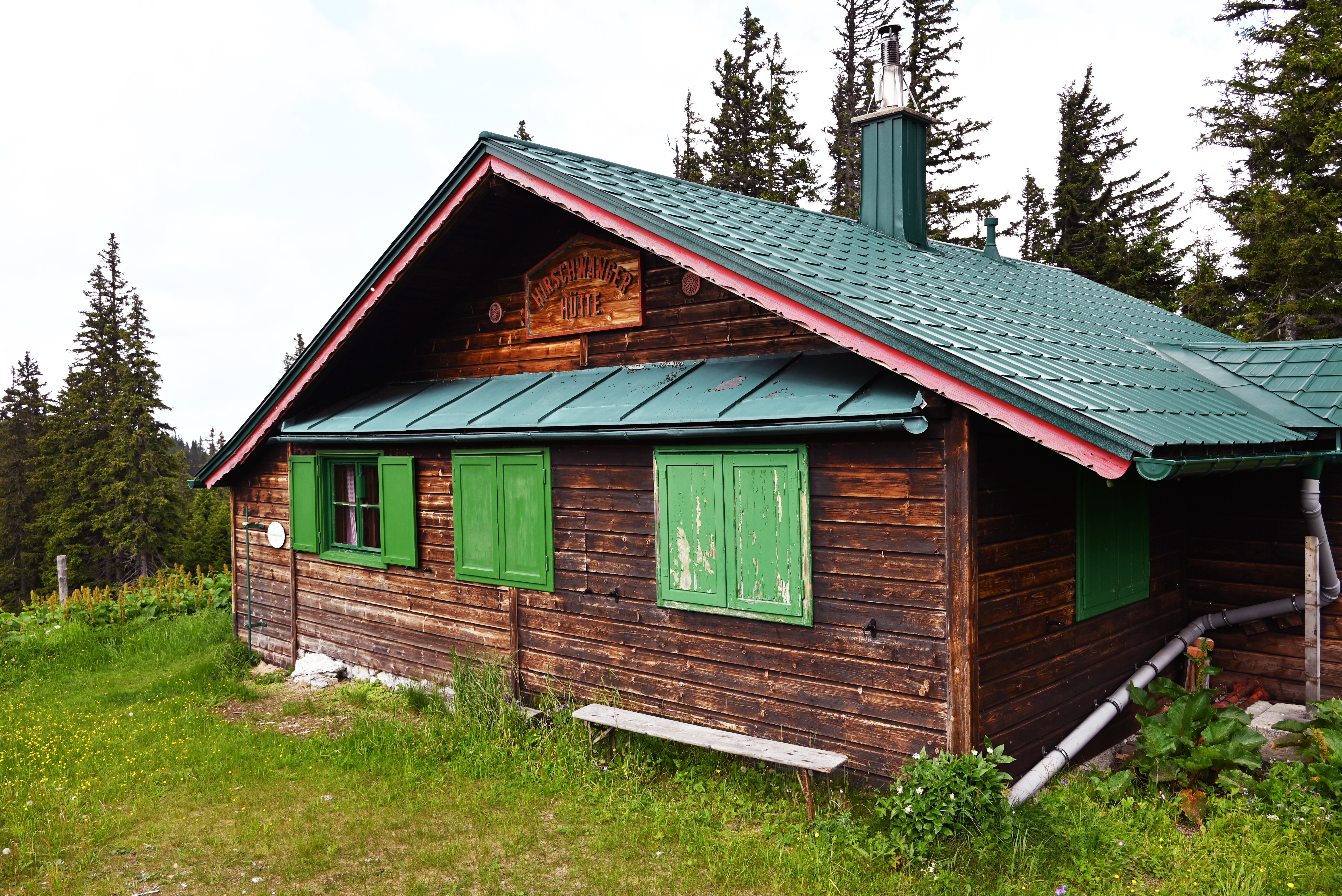
Hirschwangerhütte
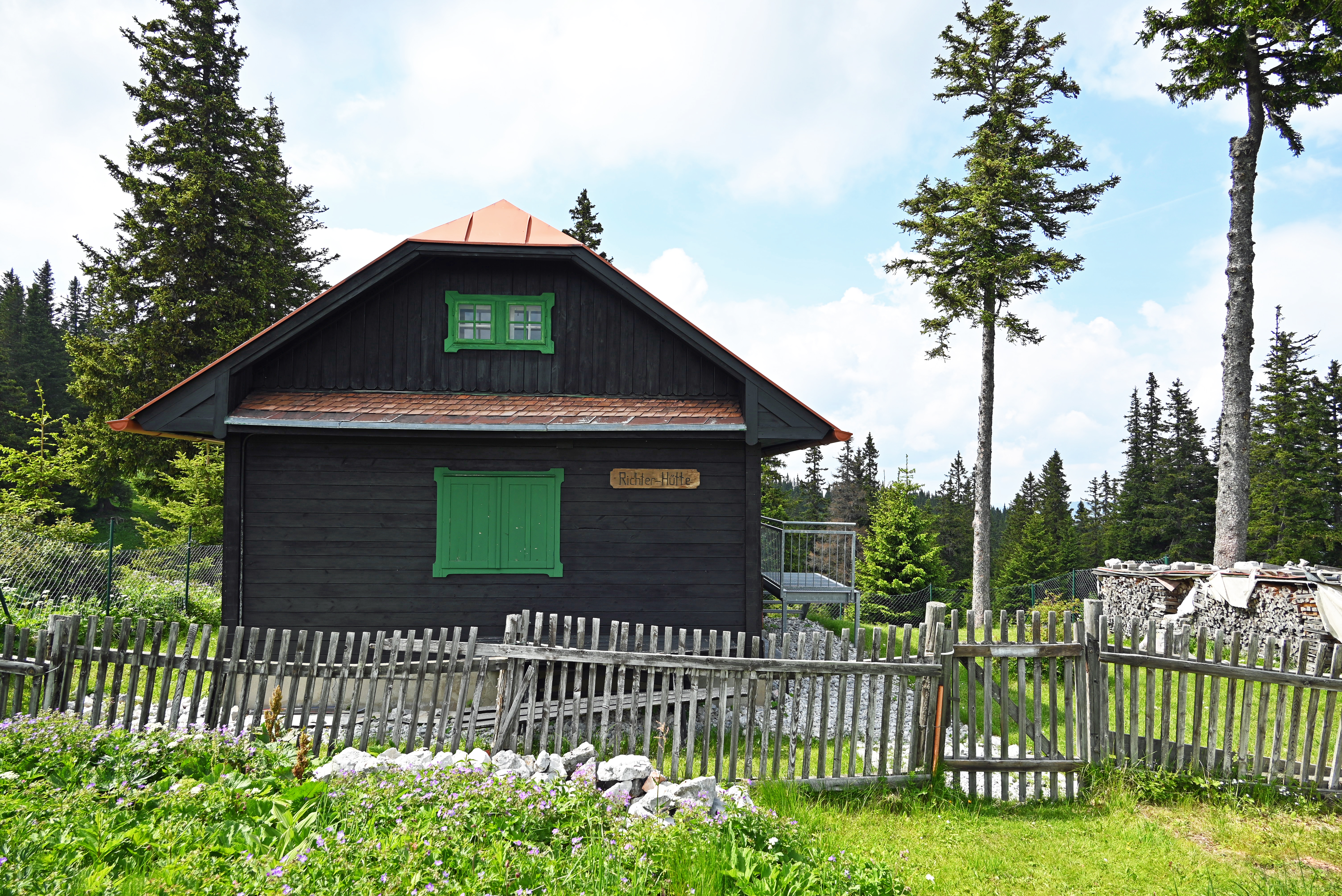
Richterhütte
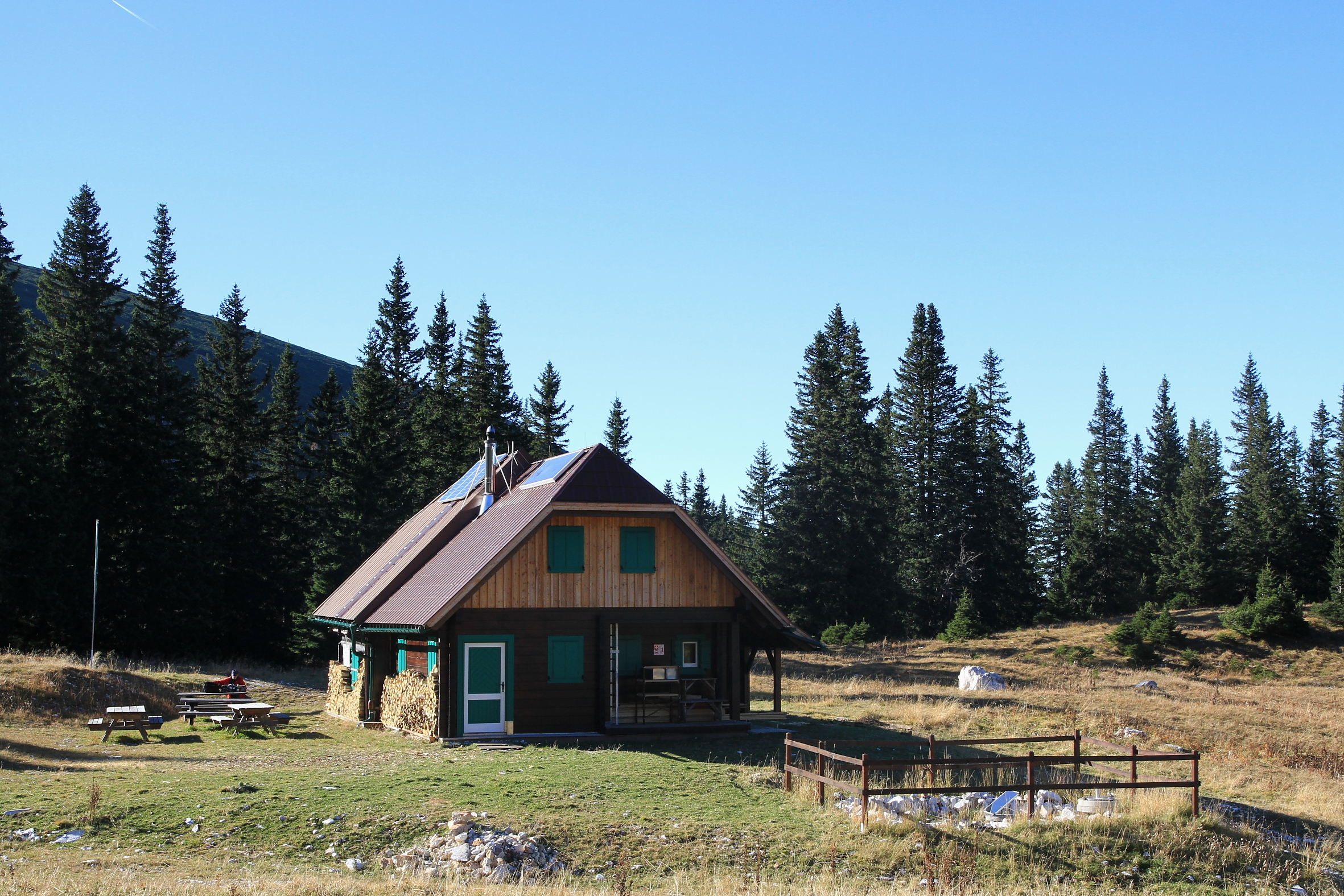
Gloggnitzerhütte
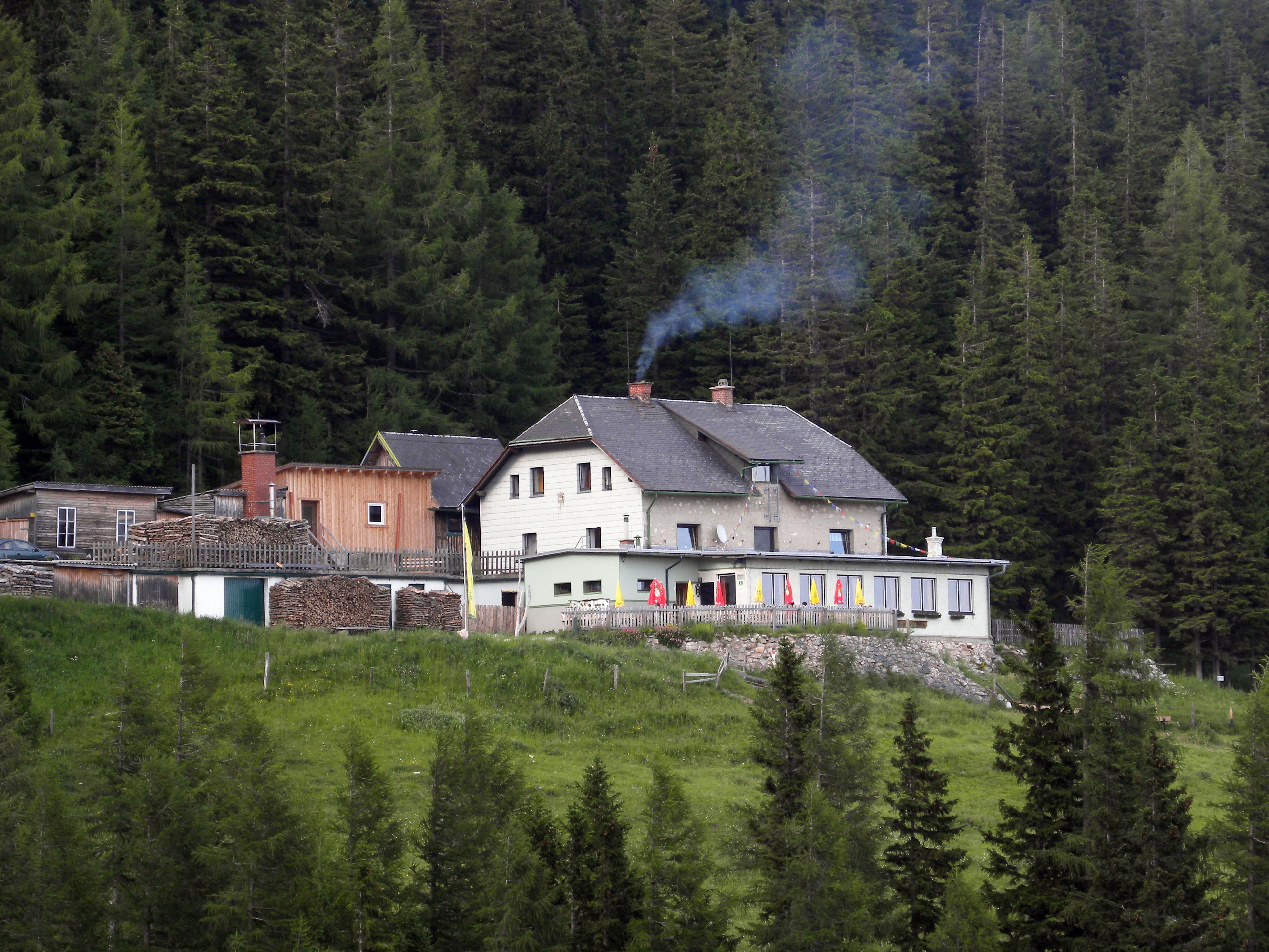
Waxriegelhaus
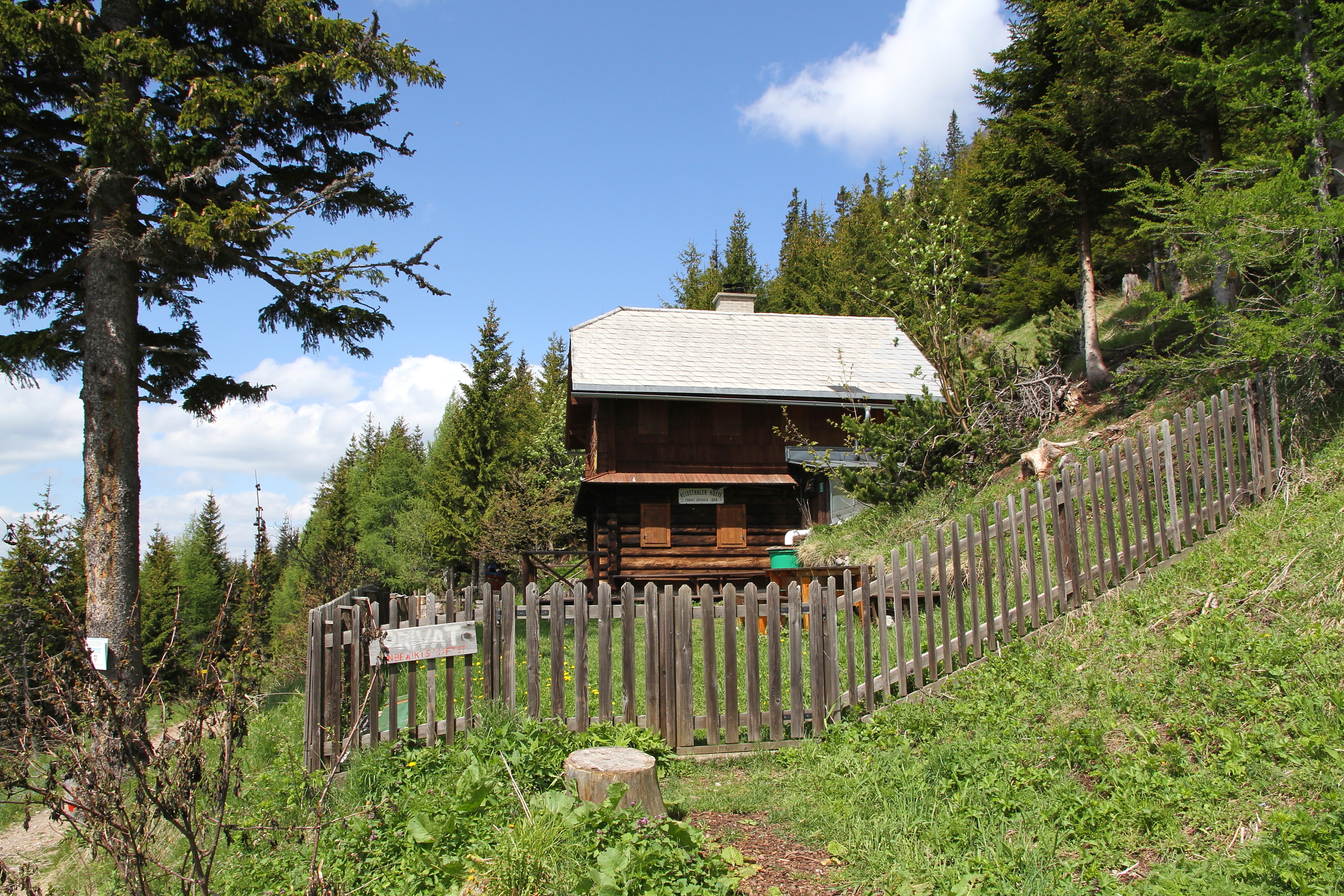
Reissthalerhütte
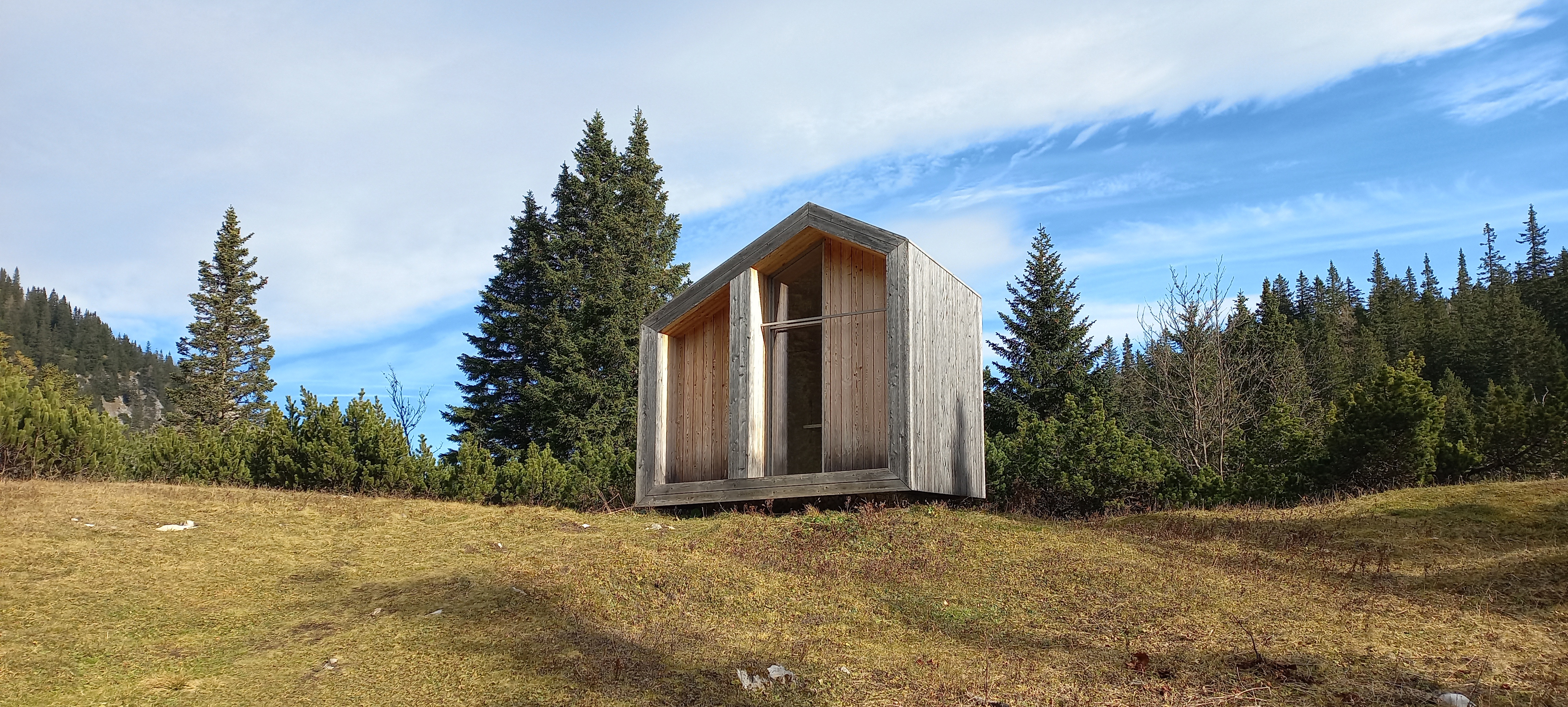
Wolfgang-Dirnbacher-Hütte
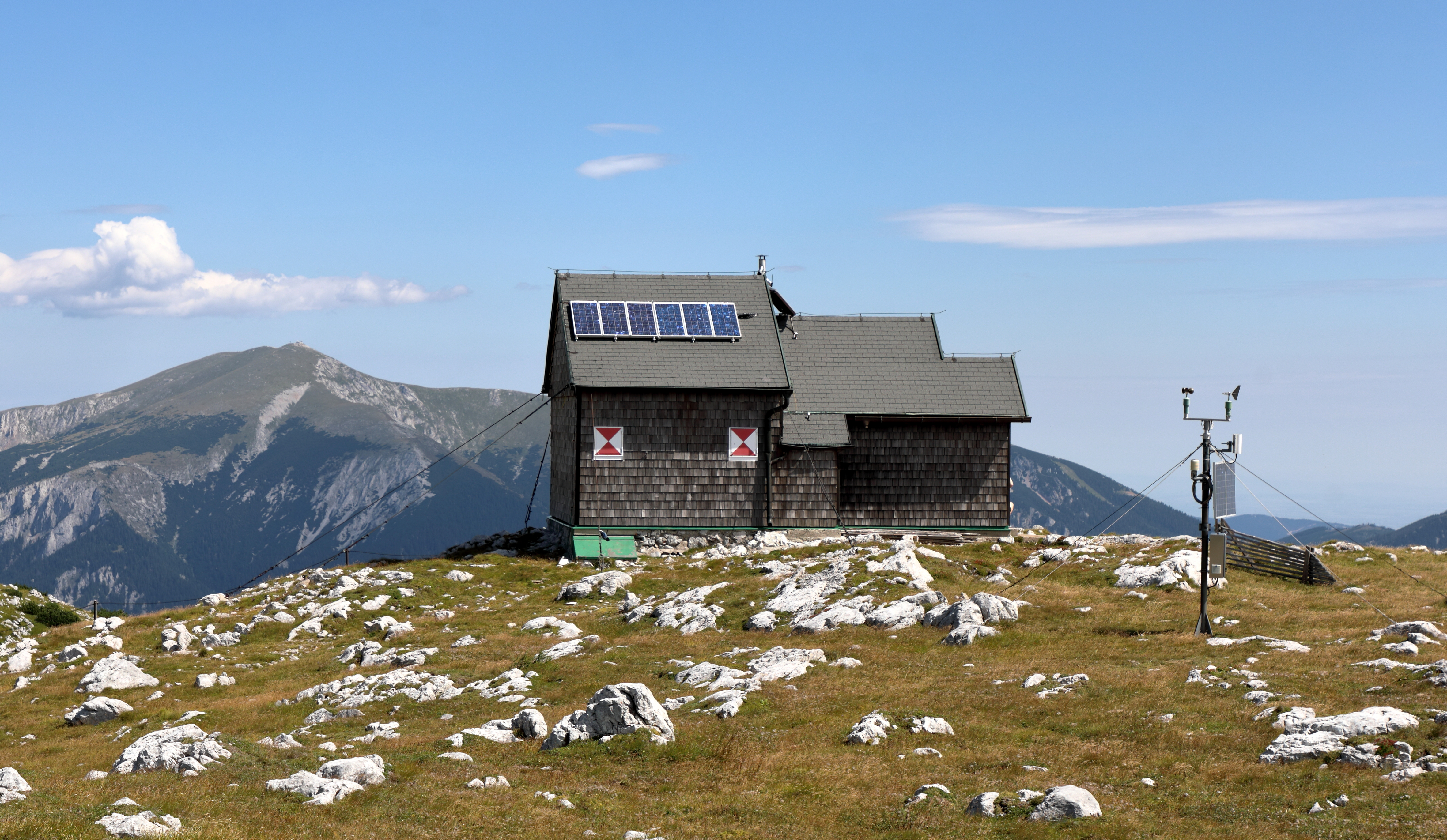
Raxgmoa-Hütte und Hans-Nemecek-Diensthütte

- Anton-Zimmermann-Hütte (47° 42′ N, 15° 40′ O)

Am oberen Naßkamm (Gamsecksteig) im Westen der Rax. Ehemals offene Unterstandshütte, die seit März 2011 wegen Einsturzgefahr gesperrt war und 2018 abgetragen wurde.
- Gamseckerhütte (47° 42′ N, 15° 40′ O)

Am oberen Naßkamm (Gamsecksteig) in 1325 m im Westen der Rax; privat und nicht bewirtschaftet.
- Gloggnitzer Hütte (47° 44′ N, 15° 44′ O)

Rund einen Kilometer westlich vom Großen Höllental bzw. rd. 600 m nordnordwestlich des Klobentörls auf 1548 m. Ursprünglich eine Halterhütte, erfolgte 1932/34 ein Ausbau, wobei zu diesem Zeitpunkt im Groben die heutigen äußeren Abmessungen der Hütte erreicht wurden. Besitzer ist die Gemeinde Wien und Betreiber der ÖGV (nur an Samstagen ab 14 Uhr, Sonntagen und Feiertagen geöffnet).
- Habsburghaus (47° 43′ N, 15° 42′ O)

Nordwestseitig des Raxmassivs an der Landesgrenze zwischen Niederösterreich und Steiermark auf 1786 m gelegen. Betreiber der 1899 eröffneten Schutzhütte ist der ÖGV.
- Hirschwangerhütte (47° 43′ N, 15° 47′ O)

Diese Hütte ist eine Selbstversorgerhütte auf 1539 m ca. 100 m neben der Bergstation der Raxseilbahn, die das ganze Jahr über gebucht werden kann; Bettzeug (Schlafsack u. a.), Verpflegung, WC-Papier und Trinkwasser sind selbst mitzubringen, Müll selbst zu entsorgen, für Verpflegung, Dusche etc. steht auch die Bergstation zur Verfügung. Die Hütte wird von den Naturfreunden Hirschwang-Reichenau betrieben.
- Karl-Ludwig-Haus (47° 41′ N, 15° 42′ O)

Im Süden des Raxmassivs, zwischen Heukuppe und Predigtstuhl, und vier Kilometer nordwestlich vom Preiner Gscheid auf 1804 m gelegene Schutzhütte. Die nach Karl Ludwig benannte Hütte wurde 1876/78 erbaut. Betreiber war (durch Pächter) der ÖTK. Das Haus war von der Wintersaison 2022/23 bis Sommer 2024 geschlossen und ist seit 2024 ca. in den Monaten Juli bis November wieder geöffnet (in der Zeit der Wintersperre steht ein Winterraum zur Verfügung).
- Neue Seehütte (47° 42′ N, 15° 44′ O), auch Höllentaler Holzknecht-Hütte bezeichnet

Nordwestlich der Preinerwand bzw. nordöstlich des Predigtstuhls auf 1643 m. Der Vorgängerbau wurde 1894 errichtet und der jetzige von 1951 bis 1954. Betreiber ist der ÖTK.
- Otto-Schutzhaus (47° 43′ N, 15° 46′ O)

Im Südosten des Raxmassivs, am Fuße des Jakobskogels und etwa einen Kilometer westlich des Berggasthofes der Raxseilbahn auf 1644 m gelegen. Die nach Erzherzog Otto benannte Hütte wurde 1892/93 errichtet und mehrfach erweitert. Betreiber ist der OeAV.
- Raxalpen-Berggasthof (47° 43′ N, 15° 47′ O)

Gipfelstation  der Raxseilbahn: Im Osten des Raxmassivs auf 1547 m. Privat, erbaut um 1925 im Zuge der Seilbahnerrichtung.
- Raxgmoa-Hütte (47° 42′ N, 15° 43′ O)

Am Trinksteinsattel am Ende des Großen Höllentals auf einer Höhe von 1858 m. Eine offene Unterstandshütte des Bergrettungsdienstes, die 1914 auf Initiative der Alpinen Gesellschaft Raxgmoa errichtet wurde. In den Jahren 1941/42 wurde an die Raxgmoa-Hütte eine Bergwacht-Diensthütte angebaut und nach dem Alpinisten und Sportfunktionär Johann (Hans) Nemecek benannt (Hans-Nemecek-Diensthütte).
- Reißtalerhütte (47° 41′ N, 15° 42′ O)

Am Reißtalersteig auf 1445 m im Süden der Rax; privat und nicht bewirtschaftet (erbaut 1888).
- Richterhütte (47° 43′ N, 15° 47′ O)

Neben der Bergstation der Seilbahn und der Hirschwangerhütte auf 1539 m; privat und nicht bewirtschaftet.
- Waxriegelhaus (47° 41′ N, 15° 43′ O)

Südöstlich des Predigtstuhls am Eingang zum Siebenbrunnkessel bzw. nördlich vom Preiner Gscheid, knapp unterhalb der Baumgrenze auf 1361 m. Betreiber der 1923/24 errichteten Hütte sind die Naturfreunde.
- Wolfgang-Dirnbacher-Hütte (47° 43′ N, 15° 44′ O)

Am Oberen Gaislochboden in der Mitte der Rax (Talschluss des Großen Höllentals, 1477 m); ganzjährig offene Unterstandshütte des ÖTK, nicht bewirtschaftet. Neubau 2018.

### Wanderungen und Steige
Die touristische Erschließung der Rax begann in der 2. Hälfte des 19. Jahrhunderts. Ab dieser Zeit wurde eine Vielzahl von Wanderwegen und Klettersteigen angelegt, die nahezu alle Schwierigkeitsgrade umfassen. Die Wegmarkierungen in den Landkarten können auf den jeweiligen Schwierigkeitsgrad nicht immer im Detail eingehen, sodass bei längeren Touren jedenfalls gute Vorbereitung und Erkundigungen über den Zustand des Weges notwendig sind. Wegen des felsigen Bodens ist jedenfalls gutes Schuhwerk notwendig. Auch manche am Beginn harmlos scheinende Wanderwege (z. B. der Wachthüttelkammsteig) können teilweise zu alpinen Fußsteigen werden, die aus einem System von schmalen, teils steilen Wegpassagen, kurzen einfachen Kletterstellen, Leitern, Trittstufen und fest verlegten Halteseilen bestehen. Solche Wege verlangen zwar im Allgemeinen noch keine Kletterausrüstung, aber Kondition, Trittsicherheit und wegen ausgesetzter Passagen teilweise auch Schwindelfreiheit. Es gibt aber auch Wege (Klettersteige), für die (je nach Vertrautheit mit dem Gelände) auch ein Klettersteigset oder Sicherung als Seilschaft (speziell für Kinder und Neulinge) notwendig wird. Da auf der Hochfläche der Rax auch mit rasch einfallendem Nebel zu rechnen ist, ist auch entsprechende Kleidung ratsam.
(Auswahl)

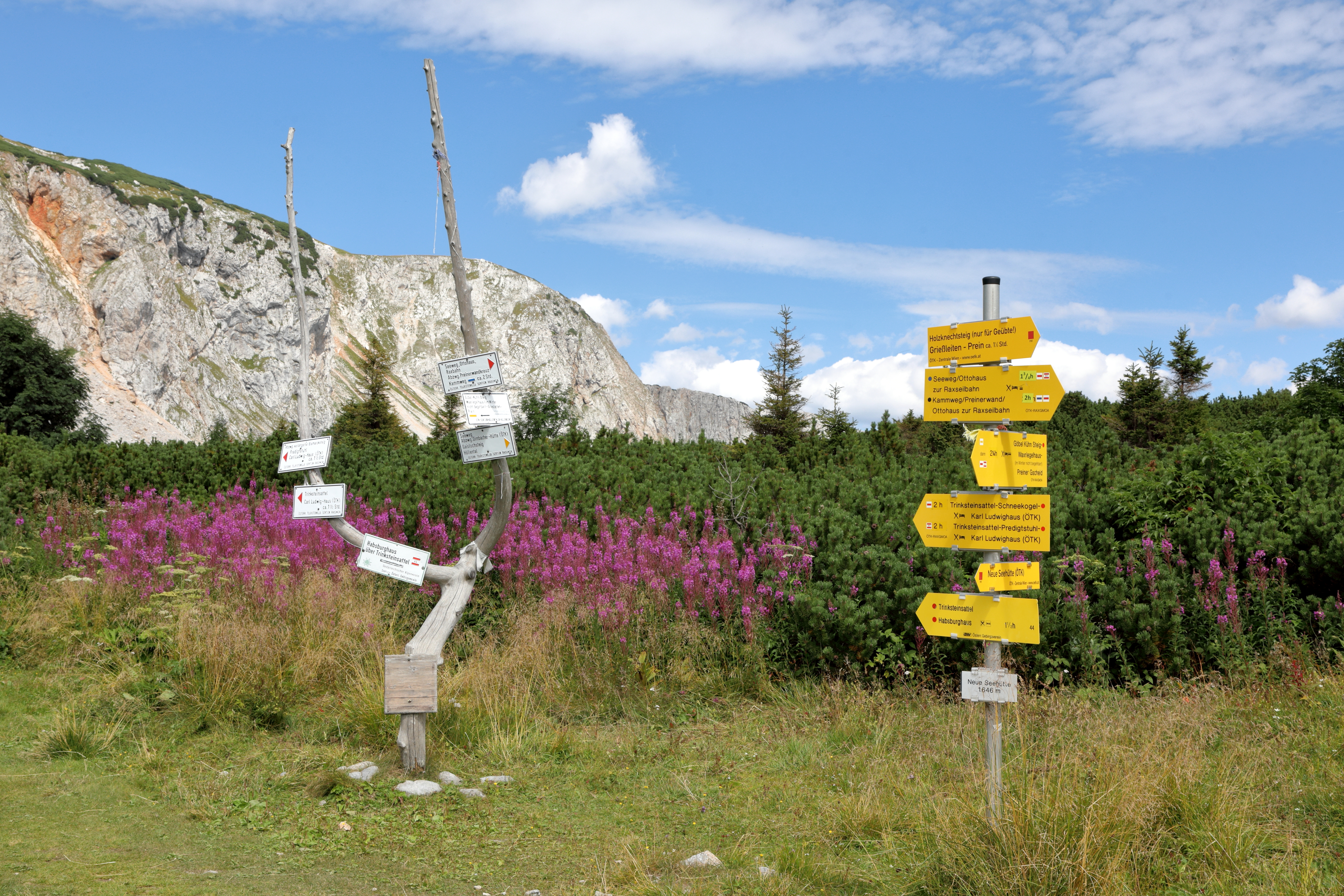
Wegbeschilderung nächst Seehütte

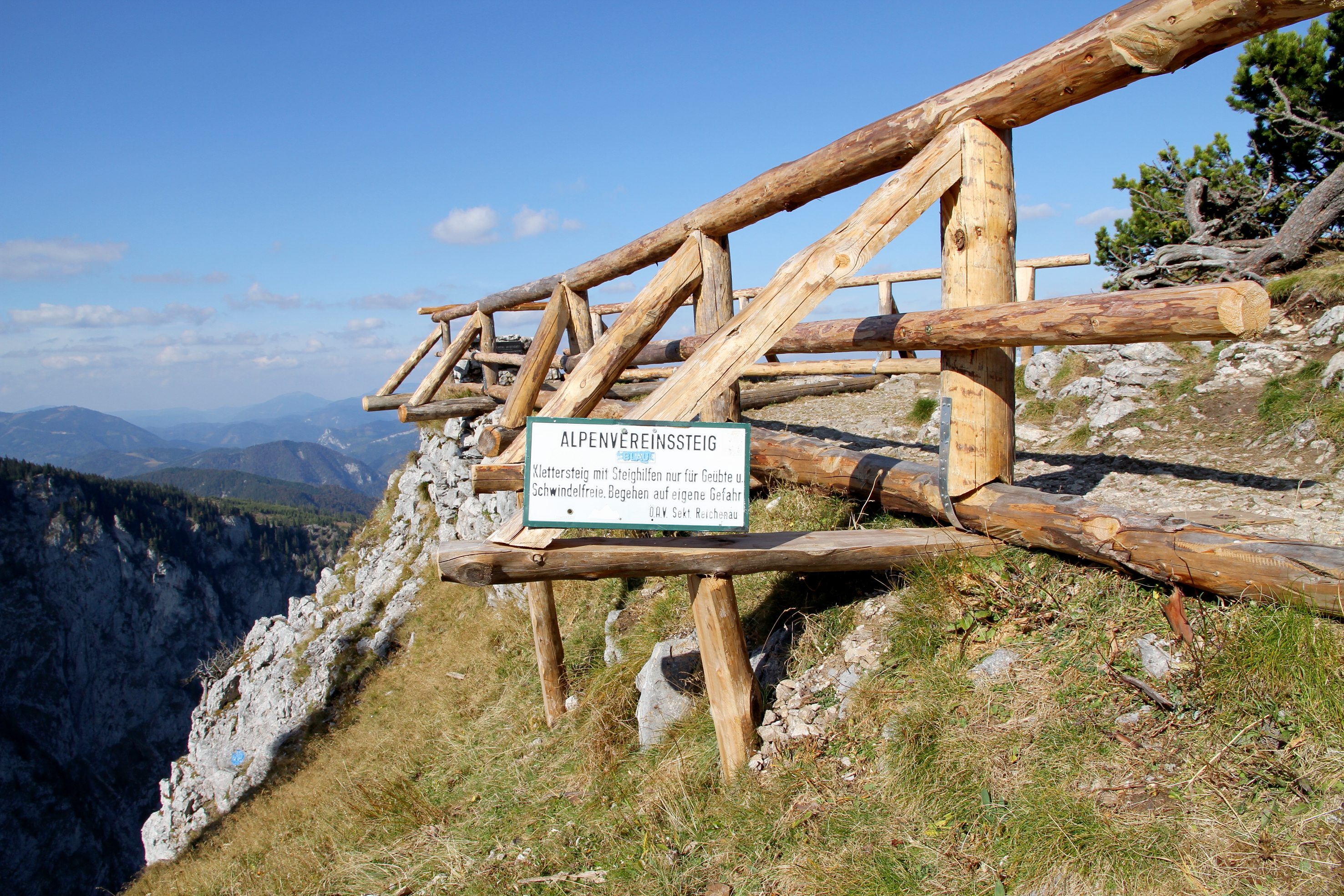
Tafel nächst der Höllentalaussicht beim Ausstieg des Alpenvereinssteiges, der vom Großen Höllental auf das Raxmassiv führt

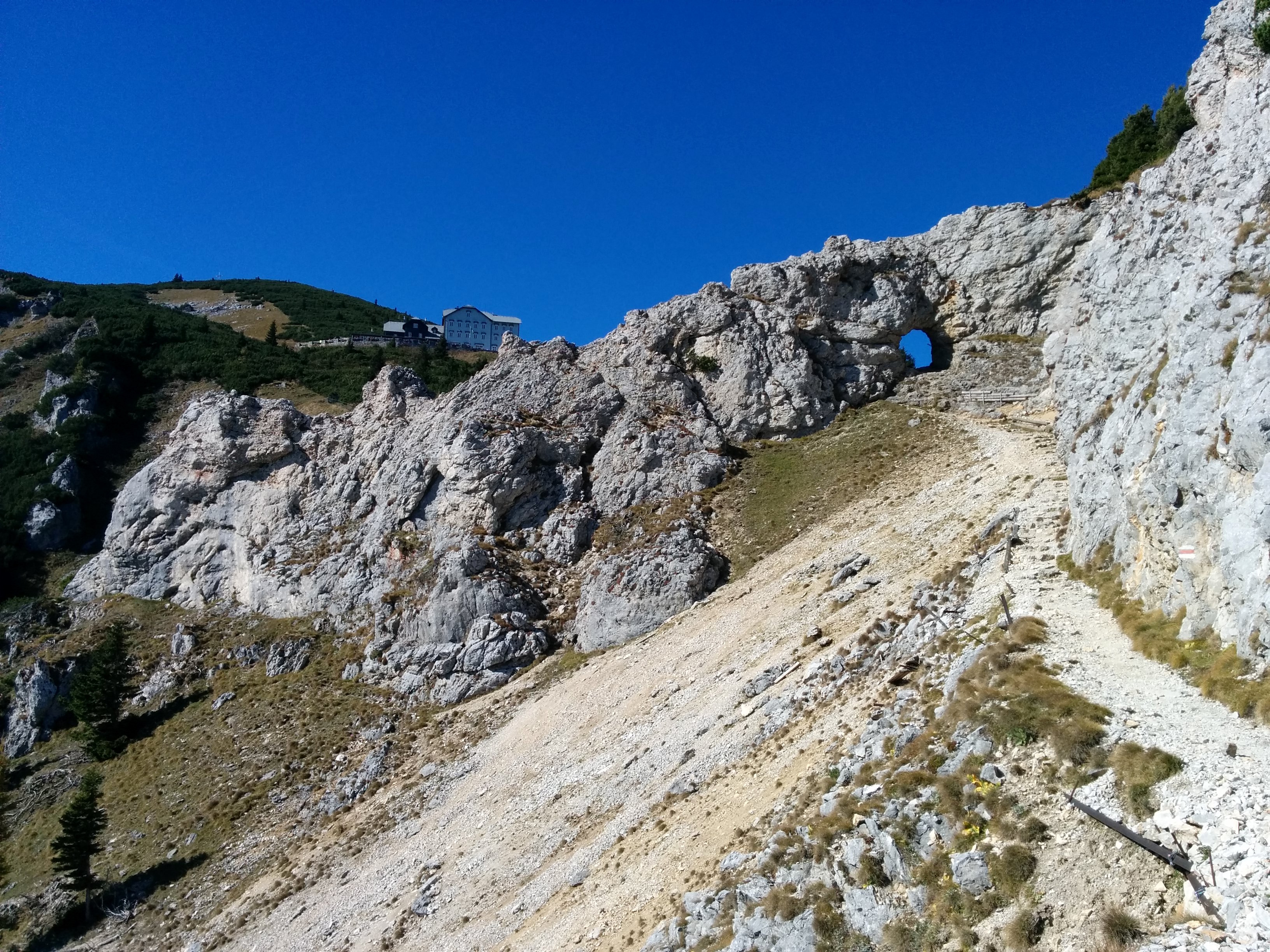
Das sogenannte „Törl“ am oberen Ende des Törlweges, dahinter das Otto-Schutzhaus

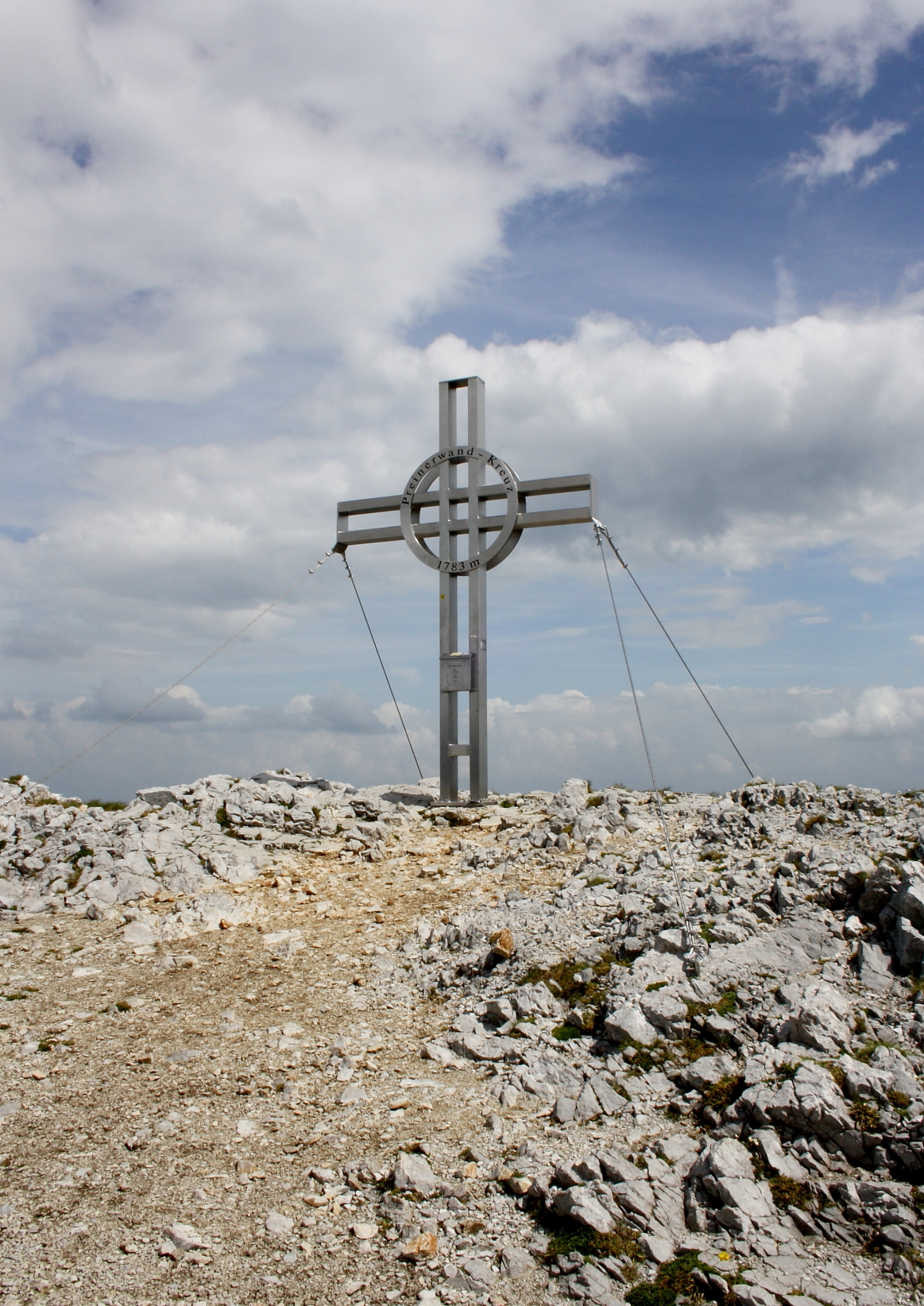
Das Preinerwand-Kreuz nächst dem Ausstieg des Hans-von-Haid-Steiges

- Alpenvereinssteig: Großes Höllental – Otto-Schutzhaus
- Altenbergsteig: Altenberg – Heukuppe
- Alter Wetterkogelsteig: unschwierige Umgehung der Schrofenwand des Gretchensteiges
- Amaliensteig: Preiner Gscheid – Heukuppe
- Bärenloch: Hinternasswald – Bärengraben
- Bismarcksteig: Karl-Ludwig-Haus – Neue Seehütte

1899 von der alpinen Gesellschaft „Reißtaler“ errichtet und 1986 vom ÖAV wiederhergestellt.
- Brandschneide: Kaiserbrunn – Bergstation Raxbahn
- Großes und kleines Fuchsloch: Reißtalerhütte – Heukuppe
- Gaislochsteig: Großes Höllental – Wolfgang-Dirnbacher-Hütte
- Göbl-Kühn-Steig: Waxriegelhaus – Neue Seehütte

1921 errichtet und nach den Funktionären Franz Göbl und Henry Kühnach der alpinen Gesellschaft „D’Holzknecht“ benannt.
- Gamsecksteig: Nasskamm – Grasbodenalm

1875 vom ÖTK als „erster Felsensteig für Touristen auf die Rax“ eröffnet. Der Steig führt über die nach Westen gerichtete Felsflanke des Zahmen Gamsecks zur höchsten Erhebung der Raxalpe, der Heukuppe. Ausgangspunkt ist Hinternaßwald, dabei müssen rund 1300 Höhenmeter überwunden werden.
- Gretchensteig: Preiner Gscheid – Karl-Ludwig-Haus[26]
- Großes Wolfstal: Kaiserbrunn – Otto-Schutzhaus  (unmarkiert, Schiabfahrt)
- Großer Kesselgraben: Höllental – Gloggnitzer Hütte  (Schiabfahrt)
- Gsolhirnsteig: Hirschwang an der Rax – Bergstation Raxbahn
- Gustav-Jahn-Steig: Verbindung Alpenvereinssteig – Ausstieg Gaislochsteig
- Hans-von-Haid-Steig: Prein an der Rax – Preiner Wand
- Hoyossteig: Großes Höllental – Rudolfsteig
- Kaisersteig: Rehboden – Scheibwald
- Karl-Kantner-Steig: Waxriegelhaus – Karl-Ludwig-Haus[27]
- Kontrußsteig: Reißtalerhütte – Waxriegelhaus
- Martinssteig (Neuer Wetterkogelsteig): Reißtalerhütte – Karl-Ludwig-Haus
- Peter-Jokl-Steig: Hinternasswald – Scheibwald
- Preinerwandsteig: Prein an der Rax – Preiner Wand
- Preintalersteig: Großes Höllental – Wachthüttelkamm
- Reißtalersteig: Preiner Gscheid – Raxenmäuer – Heukuppe[28]

1887 von der 1881 gegründeten „Alpine Gesellschaft Reißtaler“ errichtet, die den Steig noch immer betreut (Stand 2012). Bei einer Winterbegehung 1896 verunglückten drei bekannte Wiener Bergsteiger tödlich. Das Unglück war Auslöser für die Gründung der weltweit ersten Bergrettungsorganisation.
- Rudolfssteig: Höllental – Klobentörl
- Schlangenweg: Preiner Gscheid – Siebenbrunnenkessel – Karl-Ludwig-Haus

1876 im Zuge der Errichtung des Karl-Ludwig-Hauses für den Materialtransport angelegt. Er führt in Serpentinen über den Siebenbrunnenkessel auf das südwestliche Hochplateau und ist vom Preiner Gscheid aus der meist begangene Aufstieg.
- Schüttersteig: Verbindungsstraße Nasswald / Hinternasswald – Scheibwald
- Seeweg: Otto-Schutzhaus – Neue Seehütte
- Teufelsbadstubensteig: Großes Höllental – Wachthüttelkamm
- Törlweg: Knappenhof – Otto-Schutzhaus
- Wachthüttelkammsteig: Höllental – Otto-Schutzhaus
- Waxriegelsteig: Predigtstuhl – Waxriegelhaus
- Wetterkogelsteig: Verbindung Gretchensteig – Ausstieg Wetterkogel
- Wildes Gamseck: Nasskamm – Grasbodenalm
- Wildfährte: Hinternasswald – Grasbodenalm[32]
- Zikafahnlsteig: Scheibwald – Habsburghaus

Im Großen Höllental, der Preinerwand und in den Kahlmäuern liegen weitere Steige, die nicht markiert sind, nur selten begangen werden und gute Vorbereitung sowie genaue Ortskenntnis verlangen.

### Aussichtspunkte
Vom Rand der Hochflächen auf der Rax ist weite Aussicht in die umliegenden Landschaften möglich (ausgenommen nach Norden, dort liegt das Höllental und die Südseite des Schneebergs). Das hat zum Bau einer Reihe von Aussichtspunkten geführt, die auch abgesichert sind, so die Terrasse der Bergstation der Raxseilbahn, die Höllentalaussicht oder die Vilma-Haid-Aussicht am Jakobskogel beim Ottohaus. Unabhängig von diesen Stellen ist eine weite Aussicht allgemein von der Oberkante der Steilabbrüche der Rax möglich, speziell oberhalb der Preinerwand, von der Hohen Kanzel oder dem Aufstieg zum Jakobskogel an der Ostseite der Rax bzw. der Klobenwand oder der Loswand im Großen Höllental. Diese Plätze sind allerdings nicht abgesichert, sie sind teilweise von lockerem Geröll oder Rasen bedeckt und verlangen Trittsicherheit, gutes Schuhwerk, Schwindelfreiheit und insgesamt große Aufmerksamkeit (auch vor Windböen), um einen Absturz über die teilweise über 100 m hohen Felswände zu vermeiden. Andere Aussichtspunkte wie die Kaiserbrunnaussicht und die Wolfstalaussicht sind verfallen und von der Vegetation überwachsen, ihre Standorte bieten keine Aussicht mehr.
Die weite Sicht von der Rax wurde im 2. Weltkrieg für militärische Einrichtungen zur Flugabwehr genützt: Am Jakobskogel befand sich der Standort einer Funküberwachungsstelle (FuMG) mit einer Art Radaranlage, bei der Heukuppe der Standort einer Abhörstation für den Funkverkehr von Feindflugzeugen. Am Jakobskogel sind noch Reste der Anlage (Gebäuderuinen, Betonfundamente) sichtbar.

### Gedenkstätten

Gedenkstätten auf der Rax
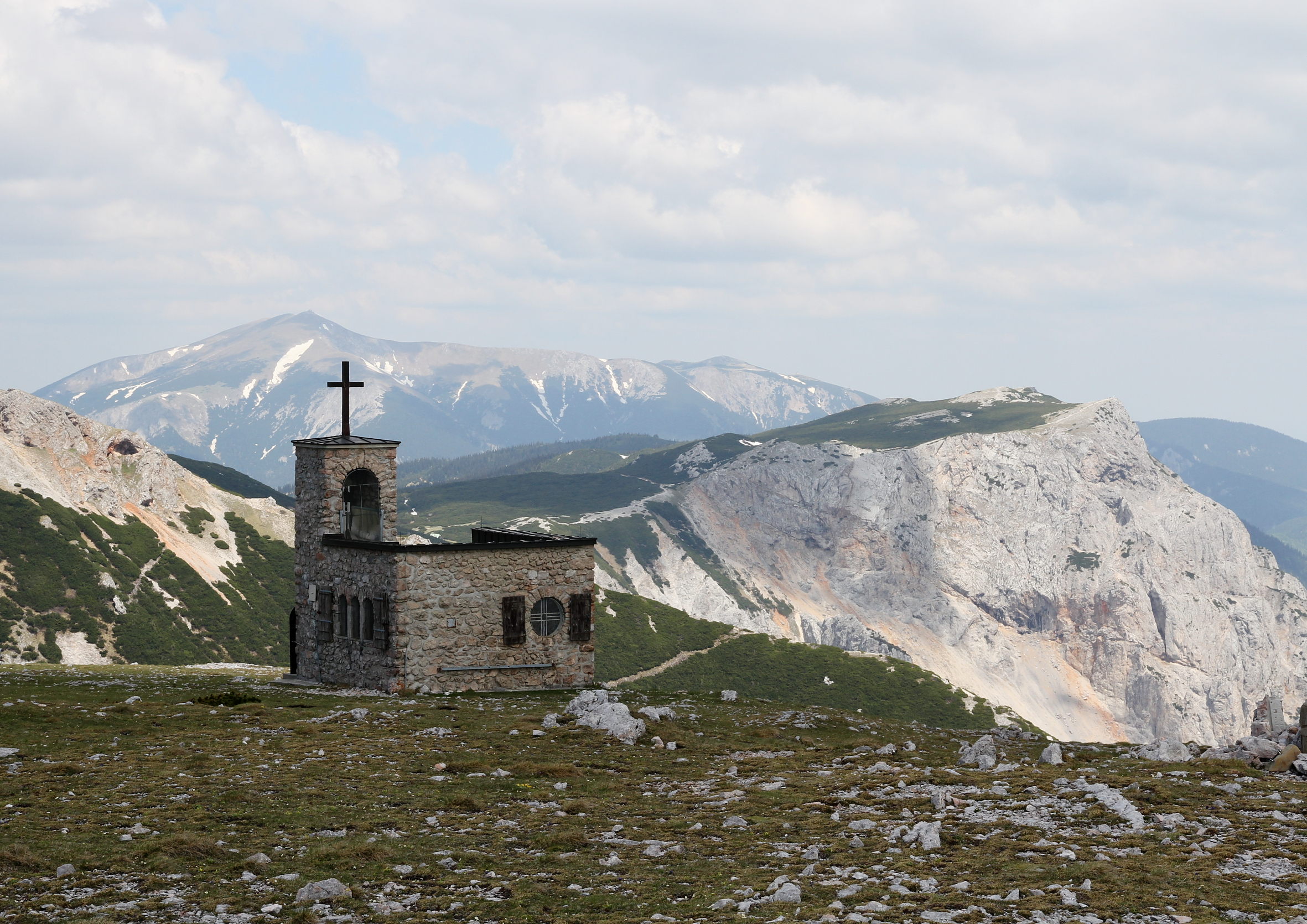
Das Raxkircherl nächst dem Karl-Ludwig-Haus
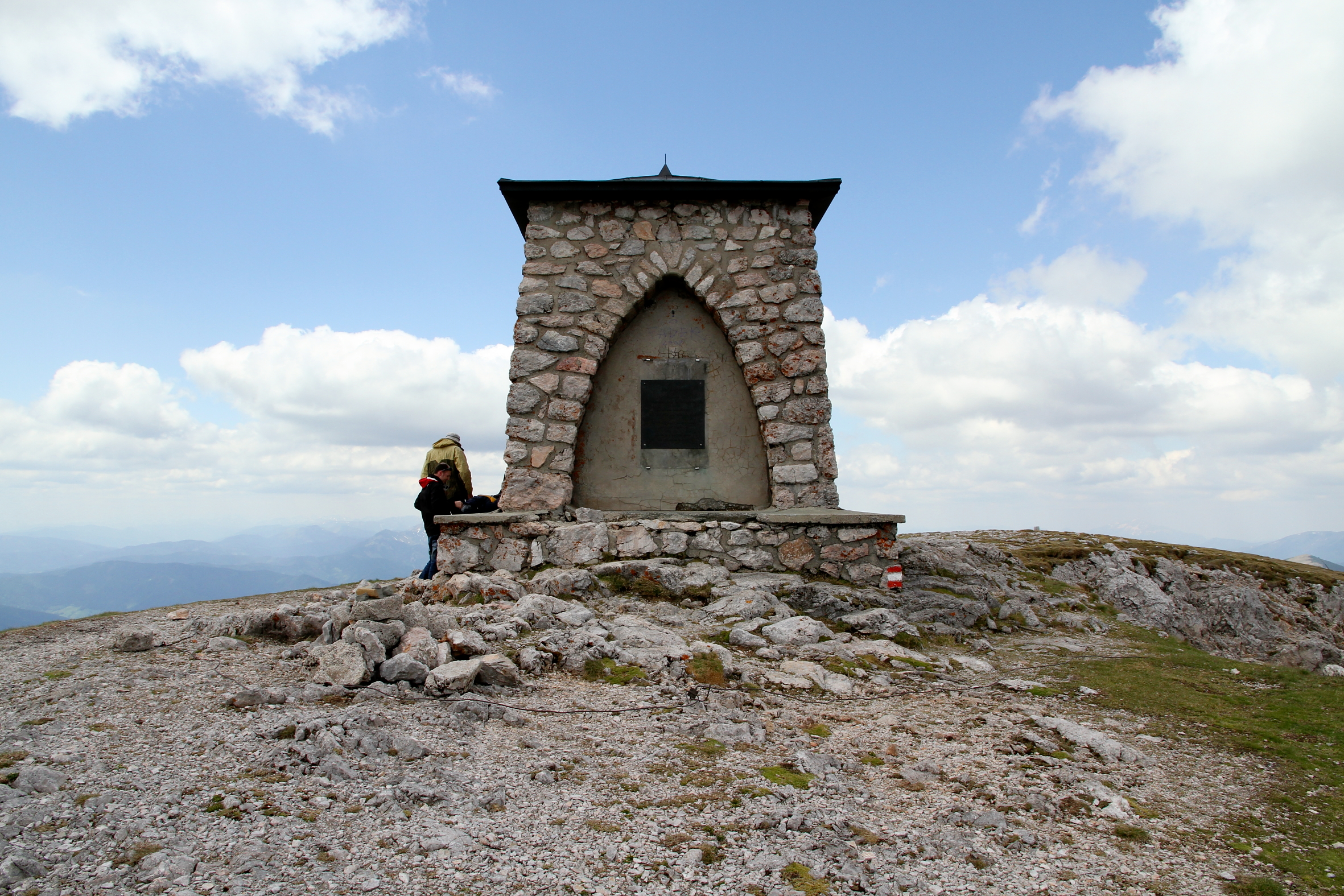
Das Heldendenkmal des ÖTK auf der Heukuppe
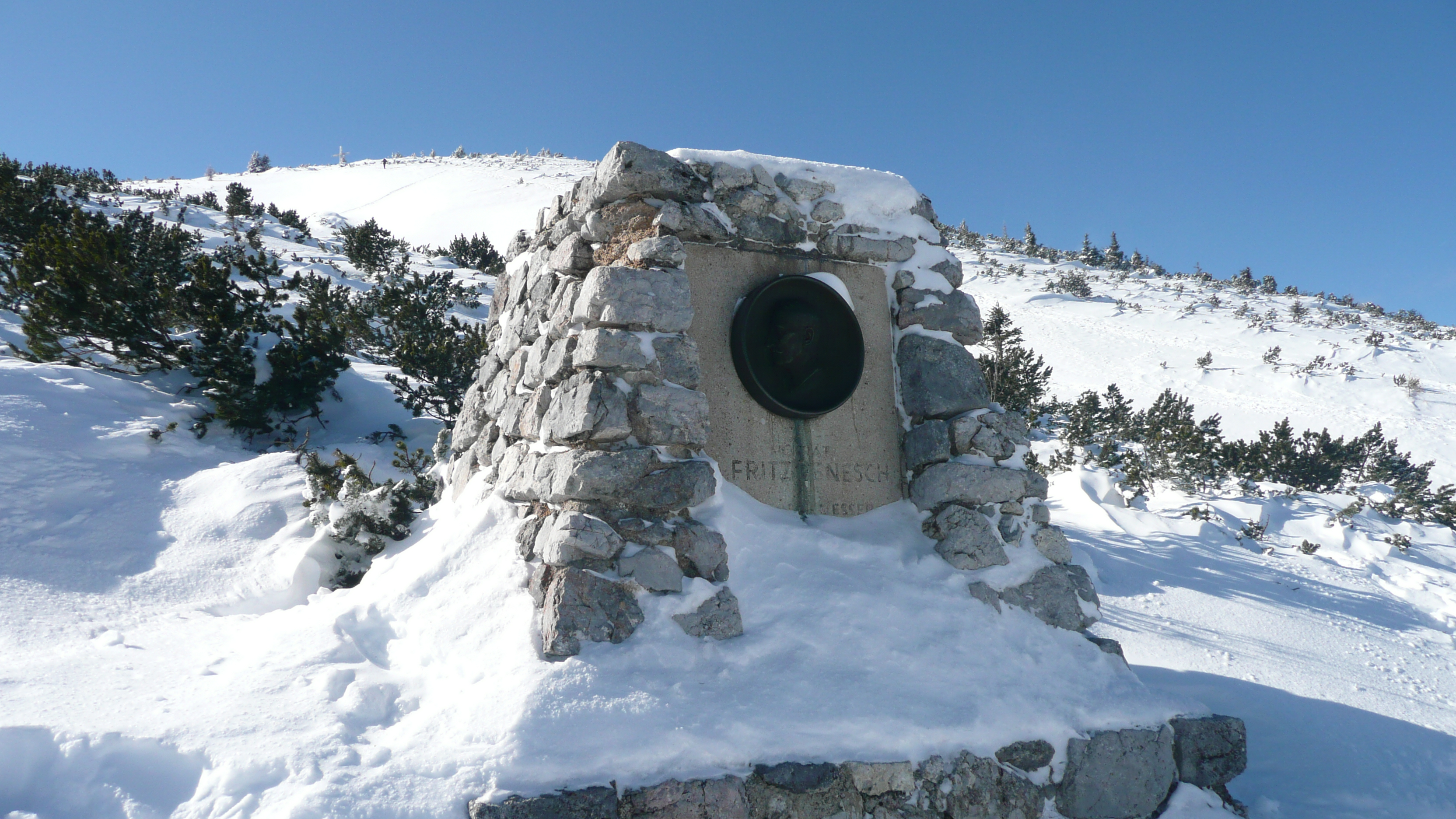
Das Fritz-Benesch-Denkmal nächst dem Otto-Schutzhaus
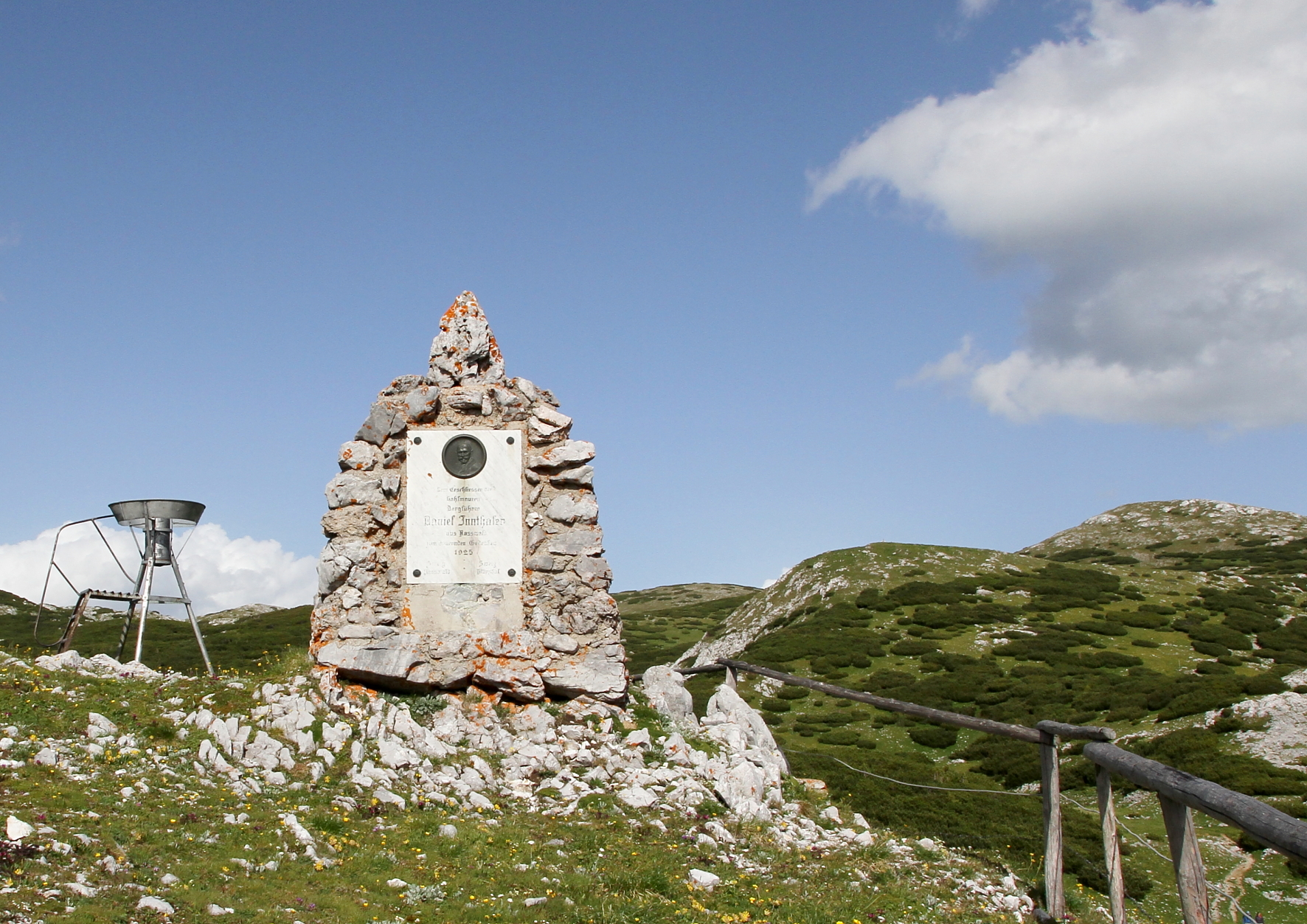
Daniel-Innthaler-Denkmal, unmittelbar südlich des Habsburghauses
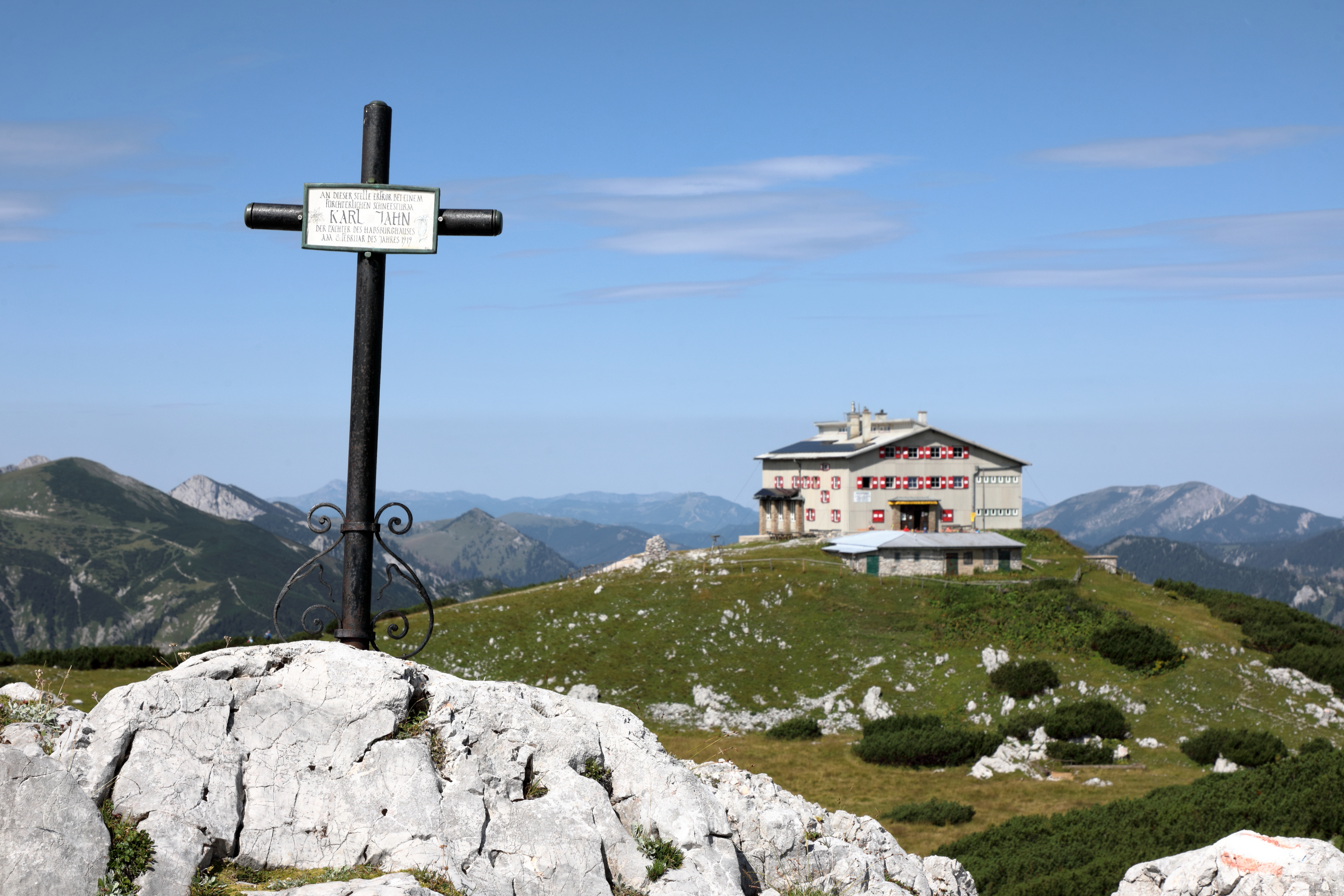
Das Karl-Jahn-Marterl nächst dem Habsburghaus
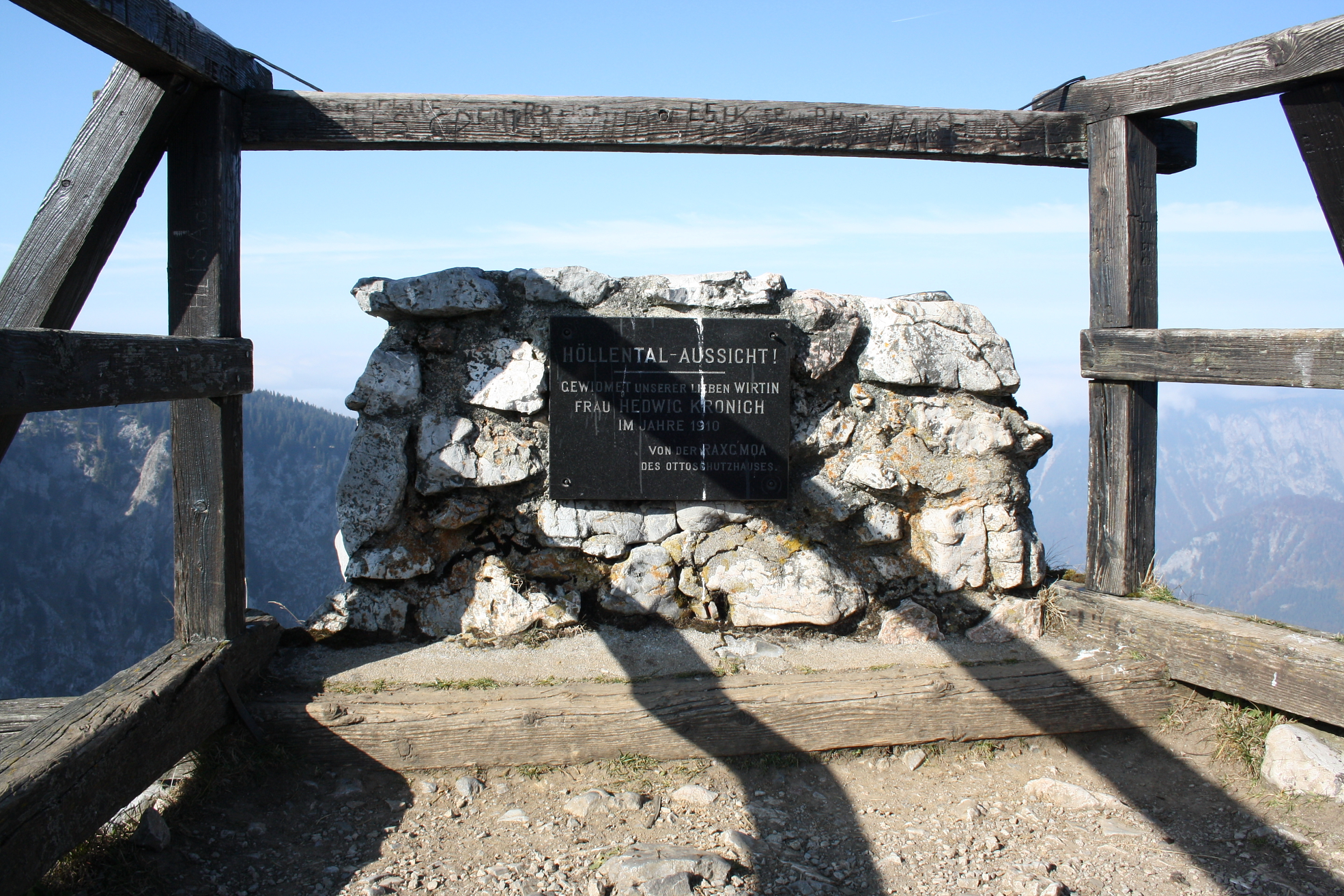
Gedenktafel bei der Höllentalaussicht

- Raxkircherl bzw. Raxkirche (47° 41′ N, 15° 42′ O)

Eine kleine Kapelle, rund 200 m südlich vom Karl-Ludwig-Haus, zum Gedenken an die in den Bergen verunglückten Alpinisten. Das Kirchlein wurde über ein Komitee, an dessen Spitze der alpinistische Erschließer der Hohen Wand, Höhlenforscher, Präsident des Österreichischen Touristenklubs (ÖTK) und Domprälat Alois Wildenauer (1877–1967) stand, vom Baumeister Hermann Kubacsek nach den Plänen des Architekten Edmund Zacher errichtet und am 20. September 1936 vom Kardinal Erzbischof Theodor Innitzer feierlich geweiht. Es gehört zwar zur Diözese Graz-Seckau, untersteht aber der Wiener Pfarre Prein (Vikariat Unter dem Wienerwald); Ein eigener Verein „RAX-Kircherl - Die Bergsteiger-Gedenkkirche auf der Rax“ kümmert sich um die Erhaltung und veranstaltet jährlich einige Bergmessen in Zusammenarbeit mit diversen Pfarren.
- Heldendenkmal (47° 41′ N, 15° 41′ O)

Auf der höchsten Erhebung der Rax, der Heukuppe, wurde 1926 vom ÖTK den Weltkriegsopfern ein Denkmal errichtet. Die Inschrift wurde mehrmals verändert und lautet aktuell (Stand 2012): „Dem Gedenken der Mitglieder des Österreichischen Touristenklubs, die in den Weltkriegen 1914 bis 1918 und 1939 bis 1945 für ihre Heimat gefallen sind, und jener Mitglieder, die in den Bergen ihren Tod gefunden haben.“
- Fritz-Benesch-Denkmal (47° 43′ N, 15° 46′ O)

Etwa 50 m südlich des Otto-Schutzhauses befindet sich ein 1931 errichtetes pyramidenstumpfförmiges Denkmal mit einer Gedenktafel zu Ehren von Fritz Benesch, dem Verfasser der ersten alpinistischen Rax- und Schneeberg-Führer (1894).
- Daniel-Innthaler-Denkmal (47° 43′ N, 15° 42′ O)

Unmittelbar südlich des Habsburghauses wurde 1925 in Gedenken an Daniel Innthaler (1847–1923), Bergführer und Erstbesteiger der Nordwand der Planspitze (1885), ein Denkmal errichtet.
- Karl-Jahn-Marterl (Jahnkreuz) (47° 43′ N, 15° 42′ O)

Etwa 250 m südöstlich vom Habsburghaus erinnert ein Marterl an den Pächter des Habsburghauses, Karl Jahn, der an dieser Stelle am 8. Februar 1919 bei einem Schneesturm ums Leben kam.
- Paul-Saxl-Gedenkstein (47° 43′ N, 15° 46′ O)

Dieser Gedenkstein erinnert an den plötzlichen Tod durch Herzinfarkt des Wiener Mediziners Paul Saxl am 13. März 1932. Der Gedenkstein liegt etwa in der Mitte des Weges zwischen Bergstation und Ottohaus in der Wiese nördlich des Weges.
- Gedenktafel bei der Höllentalaussicht (47° 43′ N, 15° 45′ O)

Direkt bei der Höllentalaussicht mit Blick über das Große Höllental ist eine Gedenktafel für Hedwig Kronich angebracht, Wirtin des Otto-Schutzhauses und Gattin von Camillo Kronich.
- Franz-Ticha-Gedenktafel (47° 45′ N, 15° 46′ O) Franz Ticha, geb. 3. Juni 1915, stürzte am 16. August 1936 beim Abstieg auf dem Höllentalsteig ab.

### Sendeanlagen
In ca. 100 m Entfernung von der Bergstation der Raxseilbahn befindet sich der Sender Reichenau Raxalpe, von dem Rundfunkprogramme für die umliegenden Ortschaften ausgestrahlt werden.